# Argentina en el virreinato del Río de la Plata
El actual territorio de la Argentina formó parte del virreinato del Río de la Plata durante el período inmediatamente anterior a su independencia. Durante este período, que comprende desde la formación del virreinato en 1776 hasta la Revolución de Mayo de 1810 y la disolución definitiva del virreinato al año siguiente, las hasta entonces autónomas provincias coloniales del Tucumán y del Río de la Plata se unieron por primera vez en una única unidad administrativa, con capital y centro en la ciudad de Buenos Aires, la cual ha seguido siendo, hasta el presente, la capital y ciudad más importante de la República Argentina.
El virreinato incluía también los territorios de las actuales repúblicas de Bolivia, Paraguay y Uruguay, que durante el proceso independentista se separaron de las Provincias Unidas del Río de la Plata –nombre inicial del actual Estado argentino– debido a la evolución de la guerra de independencia y a graves desavenencias acerca de la organización del Estado.

## Educación

### Métodos de enseñanza
Durante esta época, en el espacio urbano que abarcaba la aldea en el actual territorio argentino, las prácticas de enseñanza y aprendizaje eran diferentes a las que conocemos hoy en día. En ese entonces, la educación estaba vinculada a la catequización de los habitantes,sin embargo, no era accesible para todos y todas, sino para solo unos pocos, en este caso para la aristocracia blanca, dejando por fuera a negros esclavos. Por ese motivo solo algunos sabían leer y, eran aún menos, quienes sabían escribir. En este contexto, las prácticas de lectura y escritura se pensaban como dos procesos separados, ya que, se debía a razones económicas: el acceso al papel era difícil de conseguir, puesto que era importado y, por ende, caro. Además, se requería de tinta negra que podía manchar la ropa y, por su parte, la pluma era compleja de manipular manualmente. Al ser dos prácticas diferenciadas ambas constaban de distintas formas de llevarse a cabo y no tenían el mismo valor económico: por un lado, las lecciones de lectura constaban de un deletreo que se remitió a la repetición coral colectiva y a ritmo de ciertos carteles y/o cartillas. Se comenzaba memorizando el abecedario, por medio de las cartillas o silabarios, cuadernillos que presentaban las vocales y consonantes y avanzaban luego hacia las combinaciones en sílabas, series que se debían memorizar ejercitando el deletreo. Una vez memorizadas las series de ejercicios del silabario, se pasaba a los primeros libros de lectura de corrido, entre los que fueron muy difundidos y utilizados el Catón cristiano y catecismo de la doctrina cristiana. Por el otro, las lecciones de escritura constaban de un tratamiento individualizado, puesto que requería de habilidades motrices más complejas. Es por esa razón que el valor de su enseñanza era elevado. La catequización de los sujetos tenía como objetivo su formación moral y ética. Para ello, el contenido era extraído de los nes, libros de catequesis que contenían máximas acerca de cómo comportarse y responder a ciertas demandas. Es decir, que se trataba de una serie de preguntas y respuestas que debían leerse en voz alta hasta memorizarlas y ponerlas en práctica durante toda la cotidianeidad.

## Antecedentes

### El virreinato del Perú y las reformas borbónicas
Desde la creación del virreinato de Nueva Granada en 1739, el virreinato del Perú había quedado limitado a los territorios efectivamente dominados por los españoles al sur de la línea del ecuador; sus provincias más australes eran la capitanía general de Chile, la gobernación del Tucumán y la gobernación del Río de la Plata. Las dos últimas dependían judicialmente de la Real Audiencia de Charcas, ubicada más al norte, en el corregimiento de Chuquisaca, que junto con el de La Paz formaban el llamado Alto Perú. Económicamente, el Tucumán y el Río de la Plata –así como la gobernación del Paraguay– eran territorios económica y políticamente marginales, de muy baja densidad de población y cuyo aporte a la economía del imperio español era prácticamente nulo.
Durante la primera mitad del siglo XVIII, la Corona española había centralizado el poder político en la España peninsular, eliminando las diferencias regionales. A mediados de siglo decidieron emprender las mismas reformas en sus posesiones ultramarinas, profesionalizando el gobierno, apartándolo de la influencia de las élites locales y haciendo que los "reinos de ultramar" pasaran a funcionar efectivamente como colonias; esto es, dependencias orientadas exclusivamente a satisfacer las necesidades de la metrópoli.
El impulso reformista se aceleró con las derrotas españolas en la Guerra de los Siete Años, que convencieron al rey Carlos III de modificar el sistema defensivo de las colonias; con ese fin se fundó en 1764 la intendencia de Marina de La Habana, con autoridad sobre toda la isla de Cuba. Sucesivas ordenanzas fueron creando intendencias en toda América española y en las Filipinas. Para la administración de las colonias se echó mano a la fuente más sólida y leal a la Corona de recursos humanos: los oficiales del Ejército y la Marina.
En cuanto a las reformas económicas, la preocupación central de los gobernantes fue el aumento de la recaudación fiscal por medio del aumento de las gabelas y de la eficiencia en la recaudación; no obstante, el aumento masivo de los gastos de la defensa hicieron que las colonias americanas no contribuyeran mayormente al sostenimiento del Estado. Pero mucho más importante era la insistencia en el desarrollo del comercio con América, como mercado cautivo que debía ser la base del crecimiento económico del reino; en este sentido, las reformas económicas iniciadas por el conde de Campomanes fueron exitosas para lograr una recuperación económica a ambos lados del Atlántico. Como complemente, también se establecieron medidas de prohibición de producciones locales que pudieran competir con las exportaciones peninsulares. El refuerzo militar fue, además, relativamente eficaz en el combate del contrabando, que –protegido por gobernantes venales– minaba cualquier intento de aumentar la recaudación fiscal y el comercio entre la península y América.
En enero de 1771 el fiscal de la Real Audiencia de Charcas, Tomás Álvarez de Azevedo, elevó a ese tribunal un extenso informe, en que detallaba la situación perjudicial en que se encontraban los habitantes de las provincias del Paraguay, el Río de la Plata e inclusive del Tucumán, por la gran lejanía a las sedes virreinal –casi mil leguas desde Buenos Aires– y judicial –más de quinientas leguas– a que debían recurrir ante cualquier trámite que excediera lo meramente local. Agregaba que, por esa razón, los vecinos encontraban mucho más práctico recurrir directamente a la autoridad del Consejo de Indias o del rey, cuya respuesta era siempre más rápida y ejecutiva. Como solución, proponía la creación de un nuevo virreinato, que incluyeran esas tres provincias australes y también el corregimiento de Cuyo, y que fuera administrado, en lo judicial, por su propia Real Audiencia.

### Expulsión de los jesuitas
En el campo religioso, cultural y educativo, la preeminencia de las órdenes era absoluta, y el predominio recaía en la Compañía de Jesús, que regenteaba varias escuelas primarias, las únicas escuelas secundarias y la única universidad, ubicada en Córdoba. Además de la influencia que este predominio ejercía sobre la clase dominante, tenía gran cantidad de propiedades agrícolas y ganaderas, y regenteaba reducciones de indígenas en la región chaqueña, en la región pampeana y, sobre todo, treinta misiones guaraníticas, consideradas modélicas por su organización social y económica, y por la protección que brindaban a los indígenas contra la explotación por parte de los españoles.
Fue justamente en las misiones guaraníticas donde se produjo una crisis de gran importancia: en 1750 el rey de España y el de Portugal firmaron el Tratado de Permuta, por el cual España cambiaba la Colonia del Sacramento por una amplia zona al este del río Uruguay, que incluía siete de los pueblos guaraníes, desde entonces llamados las Misiones Orientales. La corona española ordenó a los jesuitas trasladar a los indígenas al oeste del río, con todos sus bienes. Pese al esfuerzo de los jesuitas, los indígenas se negaron a trasladarse, y en 1754 enfrentaron a los portugueses y españoles en la llamada guerra Guaranítica, en que los guaraníes fueron masacrados y sus pueblos parcialmente destruidos. La anulación del tratado devolvió esa región a España, pero la Corona consideró desde entonces muy peligrosa la rebelión, acusando además a los jesuitas de haberla promovido.
Por esa razón, y por otros conflictos entre la organización jesuita y la voluntad absolutista del rey Carlos III, entre 1767 y 1768, y sin previo aviso, todos los jesuitas del imperio español fueron arrestados y expulsados. En las provincias del Río de la Plata, del Tucumán y del Paraguay, el encargado de ejecutar la orden fue el gobernador de la primera, Francisco de Paula Bucarelli, que arrestó y expulsó a los padres con toda la brutalidad que pudo desplegar, pasando por encima de la autoridad de los otros gobernadores y de los cabildos locales.
Las estancias jesuíticas y muchos otros bienes pasaron al dominio real y luego fueron subastadas por las juntas de Temporalidades. La mayor parte de sus casas de estudios –incluida la Universidad de Córdoba– y las misiones pasaron a ser administradas primeramente por los franciscanos, bajo cuyo mando languidecieron, y luego a administradores estatales. Bajo el mando de estos últimos, la economía de las misiones quedó completamente desorganizada por la intromisión de comerciantes privados. Gran parte de los guaraníes se desplazaron hacia regiones vecinas o a las ciudades, y otros regresaron a la selva. Los pueblos permanecieron poblados, pero su época de grandeza había pasado, y mucho menos de la mitad de la población permaneció en ellos.

### El Río de la Plata y el Brasil
Pensada para otorgar la posesión de todo el continente americano a España, la Línea de Tordesillas otorgó a Portugal una estrecha franja costera en el noreste de América del Sur, conocida como Brasil, y que coincidía aproximadamente con la actual Región Nordeste de Brasil. No obstante, sus límites eran muy imprecisos, y las poblaciones portuguesas se expandieron rápidamente hacia el sur y hacia el interior del continente en busca de tierras y de esclavos. A partir de la década de 1640, los colonos portugueses de Brasil presionaron cada vez más sobre la gobernación del Río de la Plata, la del Paraguay y las misiones jesuíticas guaraníes, obligando incluso a los españoles y guaraníes a evacuar el Itatín y el Tapé, antes de frenar el avance portugués en la batalla de Mbororé (1641). Las fronteras entre ambas regiones coloniales quedaron a grandes rasgos estables en el interior continental desde entonces, pero los portugueses iniciaron entonces un avance costero, ocupando la isla de Santa Catarina en 1675, la Colonia del Sacramento en la margen norte del Río de la Plata en 1580, y Río Grande en 1737. Los españoles, por su parte, fundaron Montevideo en la boca del Río de la Plata en 1726. La lucha se hizo crónica, e intermitentemente hubo choques por la posesión de Colonia. El Tratado de Permuta de 1750, pensado para solucionar ese conflicto al precio de entregar a Portugal una enorme extensión de territorio, fracasó por la resistencia de los guaraníes y por la negativa de Portugal a devolver Colonia.
En el año 1762, el gobernador del Río de la Plata, Pedro de Cevallos, ocupó Colonia y Río Grande, expulsando a los portugueses. No obstante, la derrota de España en la Guerra de los Siete Años le obligó a devolver ambas ciudades a Portugal, aunque las autoridades virreinales solo devolvieron Colonia, conservando Río Grande. Al no haber otras fundaciones de ciudades o fortalezas que respaldaran la posesión española de Río Grande, los portugueses iniciaron un nuevo avance sobre las posesiones españolas, ocupando la margen norte del Río Grande en 1767, atacando algunas posesiones, e incluso avanzando sobre las misiones de Chiquitos y de Moxos, en el este de la actual Bolivia.
Una guerra fronteriza intermitente continuó entre ambas colonias durante los años siguientes, lo que –visto desde España– amenazaba la totalidad de las posesiones españolas en la cuenca del Plata. En abril de 1776, los portugueses recuperaron Río Grande.
Pero no solo en el norte del Río de la Plata las posesiones españolas del sur estaban amenazadas: la misma ciudad de Buenos Aires había sido objeto de un intento de invasión en 1763, y también hubo viajes de exploración –con vista a una colonización– de holandeses y británicos en la Patagonia. Las islas Malvinas habían sido ocupadas primero por Francia y luego por Inglaterra en un intento por controlar el Estrecho de Magallanes, lo cual amenazaba la posesión española de la Patagonia. Pese a que los españoles controlaron las Malvinas desde 1766, la amenaza no podía ser descartada; pero el gobernador de la remota provincia del Río de la Plata no tenía recursos para poblar la Patagonia, ni para asegurar la seguridad de la zona por medio de una escuadra con alguna probabilidad de éxito.

## Cevallos y la creación del virreinato

### Nombramiento

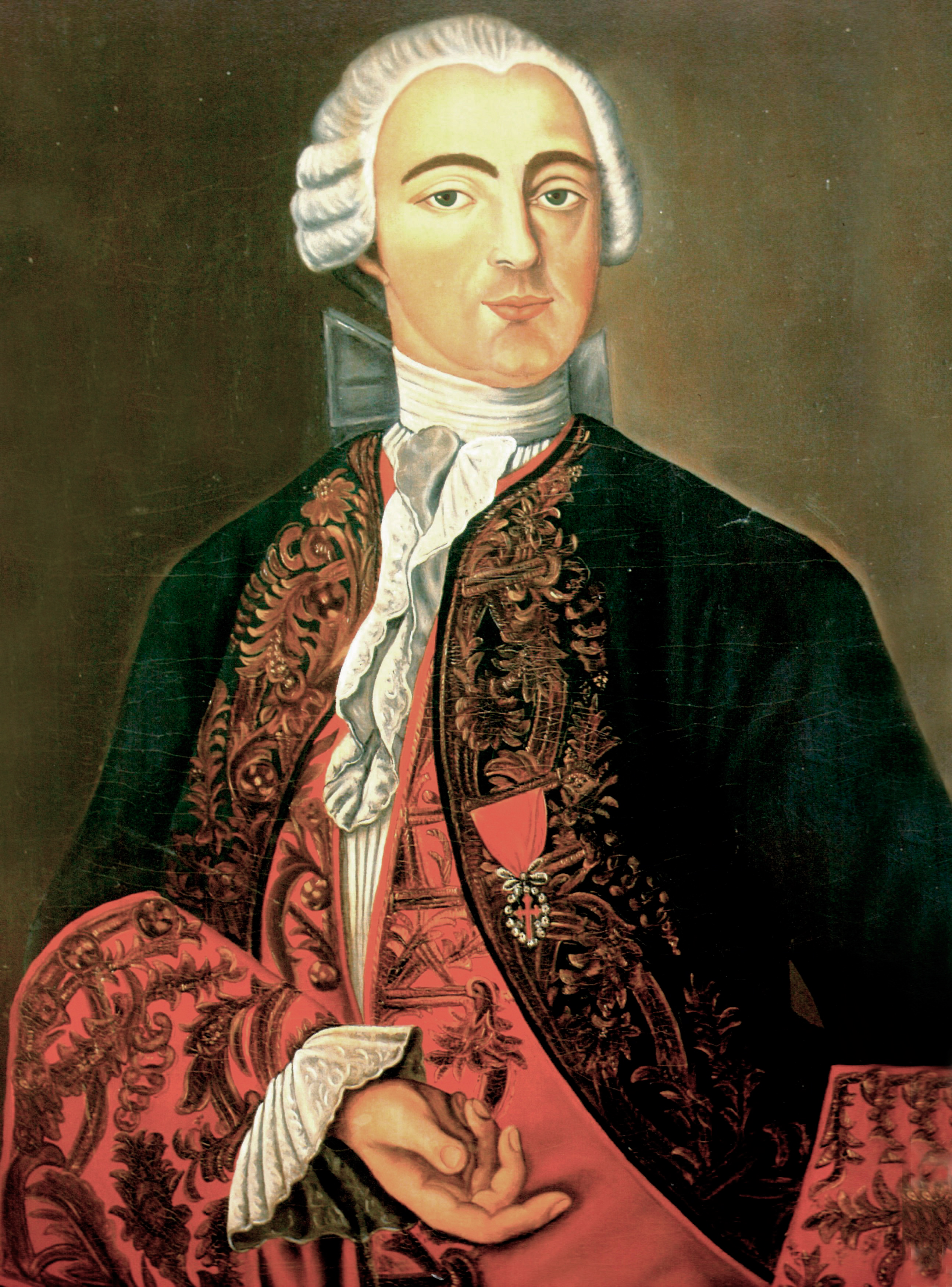
El virrey Pedro de Cevallos

El rey Carlos III solicitó a Cevallos –gobernador en esa época de Madrid– un plan de respuesta a la agresión portuguesa; Cevallos organizó un plan de campaña muy cuidadoso, para invadir y anexar completamente a Portugal, aprovechando la distracción de Inglaterra enfrascada en la Guerra de Independencia de los Estados Unidos. El plan fue juzgado muy peligroso, pero inspiró al Conde de Ricla a desarrollar la parte del mismo dedicada a las operaciones contra Portugal en el Brasil; el rey consultó a Cevallos su opinión, y este aprobó el plan de Ricla, aunque modificando algunos datos, como el número de tropas y buques necesarios, la necesidad de contar con un respaldo político absoluto que otorgara gran libertad a su comandante para actuar según se presentaran los hechos. En su informe, Cevallos solicitaba que no se pusieran esas tropas en manos del gobernador de Buenos Aires, Juan José de Vértiz, a quien consideraba excesivamente veterano; por Real Orden del 25 de julio de 1776, fue nombrado entonces al mando de las tropas un general aún más antiguo, el propio Cevallos.
Días antes de ponerse al mando de la expedición que debía partir, Cevallos fue notificado que debía asumir el cargo de virrey del recién creado virreinato del Río de la Plata, una creación provisoria y limitada a la misión militar de Cevallos:

He venido en crearos Virrey, Gobernador y Capitán General de las provincias de Buenos Aires, Paraguay, Tucumán, Potosí, Santa Cruz de la Sierra, Charcas y de todos los corregimientos en mis provincias, pueblos y territorios a que se extiende la jurisdicción de aquella audiencia. (...) Comprendiéndose asimismo, bajo vuestro mando y jurisdicción los territorios de las ciudades de Mendoza y San Juan del Pico, que hoy se hallan dependientes de la gobernación de Chile.
Real cédula de creación del virreinato, 1 de agosto de 1776

En la comunicación del rey al virrey del Perú, el gobernador de Buenos Aires y demás autoridades, se agregan algunas precisiones más:

(...) el superior mando de aquellos territorios y de todos los comprendidos en el distrito de la Audiencia de Charcas hasta la provincia de La Paz inclusive, y las ciudades y pueblos situados hasta la cordillera que divide el Reino de Chile por la parte de Buenos Aires.

La Real Cédula ordenaba

(...) que luego que estéis navegando, á la salida de Cádiz, os deis á rreconocer por tal Virrey, Governador y Capitán General en todos los buques de guerra y de trasporte, para que se hallen en esta inteligencia y estén á vuestras órdenes quantos ban embarcados en ellos.'

Una vez concluida la expedición, Cevallos retornaría a su cargo en Madrid, dispensado de todas las formalidades y exigencias a las que estaban sometidos los virreyes de acuerdo a las Leyes de Indias,

(...) dejando entónces el mando militar i político de las provincias del Rio de la Plata en los términos en que han estado hasta ahora.

La escuadra, al mando del Marqués de Casa Tilly, zarpó del puerto de Cádiz el 13 de noviembre de 1776, y tras una breve escala en Santa Cruz de Tenerife, y de comunicar a la tripulación y tropas su carácter de virrey, Cevallos recibió orden real de tomar en primer lugar la isla Santa Catarina, antes de continuar hacia el Río de la Plata.

### Campaña contra Portugal

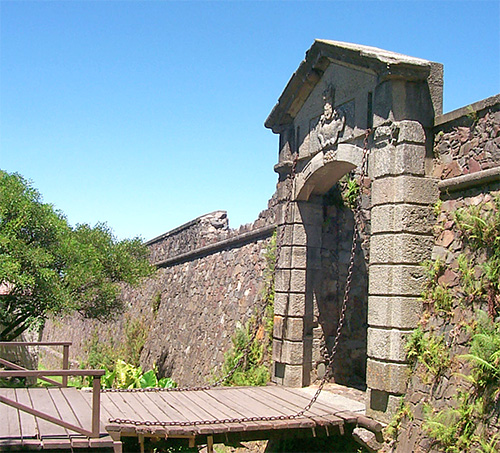
Ruinas de las murallas de Colonia del Sacramento

El 20 de febrero de 1777, la escuadra fondeó frente a la isla Santa Catarina, y el día 22 se inició la marcha sobre la ciudad, que fue ocupada sin resistencia. Los prisioneros fueron enviados a Río de Janeiro, y el 30 de marzo Cevallos y sus 84 buques reiniciaron la navegación hacia el sur, mientras ordenaba a Vértiz partir desde Montevideo hacia Río Grande. No obstante, al llegar a Montevideo, ordenó al gobernador retroceder hasta la Fortaleza de Santa Teresa.
El 22 de mayo, los 37 buques de Cevallos desembarcaron las tropas junto a Colonia, y pusieron sitio a la ciudad; el virrey rechazó un ofrecimiento de capitulación, que obligó a los sitiados a rendirse incondicionalmente. Colonia fue ocupada el 5 de junio, y Cevallos procedió a destruir todas las fortificaciones de la ciudad, de acuerdo a una orden del rey.
Después de la captura de Colonia del Sacramento, Cevallos marchó con sus tropas hacia Río Grande de São Pedro, uniendo sus fuerzas con las de Vértiz, que lo esperaba en la Fortaleza de Santa Teresa y el Fuerte de San Miguel, avanzando sobre la población de Río Grande, pero la ofensiva fue detenida el 4 de septiembre de 1777, cuando Cevallos recibió un mensaje de Carlos III fechado el 11 de junio de 1777 el rey escribió a Cevallos:

(...) he convenido ahora con la reina Fidelísima mi amada sobrina en una entera cesación de armas que pasa desde luego que recibáis esta mi Real cédula se acaban absolutamente de presente y de futuro las hostilidades y toda efusión de sangre.

Retrocedió a Montevideo, donde puso en funciones al gobernador Joaquín del Pino, y donde recibió la noticia de la muerte del gobernador que había enviado a Santa Catarina, Juan Manuel de Lavardén.
La razón del cambio había sido la muerte del rey José I de Portugal, que había sido sucedida por María I, sobrina de Carlos III. El 1 de octubre se concluyó el Tratado de San Ildefonso entre ambos países. Se acordó la soberanía española sobre la Colonia del Sacramento, la isla San Gabriel y las Misiones Orientales, pero se obligó a España a renunciar definitivamente a la isla de Santa Catarina y al territorio de Río Grande. España recibió también la cesión de las islas de Annobón y Fernando Poo en el golfo de Guinea en África.
Finalizadas las hostilidades, el virrey entró en Buenos Aires el 15 de octubre de 1777, y algunas semanas más tarde recibió ejemplares del tratado preliminar y la orden de retorno de los expedicionarios.

### Libertad de comercio y libre internación
Desde poco después de la fundación de Buenos Aires en 1580, esta ciudad había rivalizado con Lima, capital del Perú, por sus respectivos intereses comerciales; dada la enorme diferencia en población y riqueza, durante casi dos siglos Lima llevó ventaja en su disputa, prohibiendo por completo el comercio a través del puerto de Buenos Aires primero, y luego limitándolo al mínimo indispensable para la subsistencia de la ciudad, con prohibición expresa de internar los productos importados hacia el Paraguay, el Tucumán y Chile. El "asiento de negros" de Buenos Aires instaurado en favor de los ingleses en Buenos Aires por el Tratado de Utrecht y el desarrollo del contrabando en la zona del Río de la Plata disminuyeron algo el predominio de Lima, pero fue el abaratamiento de los costos de la navegación por el Atlántico y la pérdida del predominio comercial español en el Océano Pacífico lo que convenció a España de cambiar la relación de fuerzas a favor de Buenos Aires. La fundación del virreinato llevaba implícita la liberación del comercio con España y el final de los privilegios de Lima.
Poco después de la conquista de Colonia, Cevallos había aconsejado al rey que el virreinato se hiciera permanente, conservar la Real Audiencia de Charcas y sumarle otra en Buenos Aires, y crear un nuevo Tribunal de Cuentas en esta última. Sabiendo que su consejo de conservar el virreinato sería aprobado, el 27 de octubre de 1777 el Reglamento de Libre Internación, que liberaba de prohibiciones e impuestos la circulación de mercancías –incluidas las importadas– entre las provincias del virreinato, que solo estaría sujeta a las guías de tránsito, una gabela menor. Adicionalmente, el virrey prohibió la extracción de plata de Potosí hacia el virreinato del Perú. Por otro lado, los puertos del virreinato, particularmente Buenos Aires y Montevideo, fueron beneficiados por el Reglamento de libre comercio firmado por el rey en octubre de 1778; el así llamado "comercio libre" no se refería a la libertad de comerciar con todos los países del mundo, sino a la eliminación de los privilegios comerciales –en particular los que beneficiaban al puerto de Cádiz– y la libertad de comerciar entre cualquier puerto de la América española y cualquiera de la España europea. Rápidamente se crearían circuitos comerciales con los puertos de Vigo, Santander y Bilbao, que desplazarían en gran parte al monopolio de Cádiz.
Antes de partir de regreso a España, el virrey tuvo tiempo de fundar algunos fuertes en la frontera indígena del sur, como India Muerta o Melincué. El 21 de marzo de 1778, Carlos III ratificaba la continuidad del virreinato del Río de la Plata, nombrando como sucesor de Cevallos a Juan José de Vértiz.
Cevallos partió de Montevideo para España el 30 de junio de 1778, llevándose consigo la mayoría de las tropas españolas, aunque Vértiz logró que 930 soldados y oficiales de la expedición permanecieran voluntariamente en el Río de la Plata, engrosando las unidades fijas.

## Vértiz y la organización virreinal

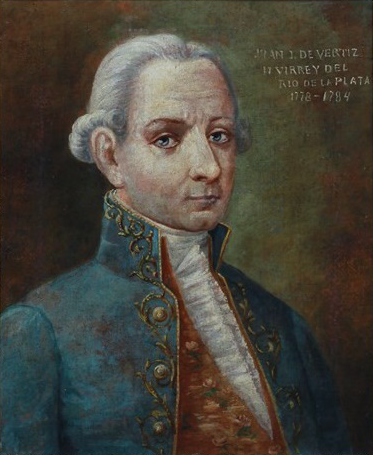
El virrey Vértiz.

### Administración pública
La autoridad de Vértiz no era tan completa como la que había ostentado Cevallos; no solamente porque la justicia dependía de la lejana Real Audiencia de Charcas y los gobernadores de provincia fueran autónomos respecto al virrey, sino especialmente porque no podía gastar ni un real sin autorización del intendente de la Real Hacienda, Manuel Ignacio Fernández, que no dependía sino del rey, y que además había llegado con su antecesor. Tras asegurarse de que tenía apoyo en la Corte, Vértiz proclamó que el poder militar estaba exclusivamente en sus manos; cómo se pagarían los gastos extras era problema de Fernández. Desde entonces, las relaciones entre ambos gobernantes se mostraron cordiales y estables.
El funcionario más importante que sí era directamente dependiente del virrey era el secretario del virreinato, cargo para el cual Vértiz nombró al prolijo militar y burócrata Rafael de Sobremonte. Este se puso al frente de un creciente aparato burocrático: si en la época de la expulsión de los jesuitas había solamente catorce empleados públicos –descontando los del Cabildo, que eran municipales– en Buenos Aires, éstos ya habían aumentado a ochenta y tres en 1779; y la plantilla seguiría creciendo. Los cargos más importantes estaban en manos de militares, y éstos estaban sometidos al fuero militar, y excluidos de la autoridad de la Audiencia. La gran mayoría de estos cargos eran ejercidos por españoles peninsulares –o, como en el caso del virrey, nacidos en América pero muy lejos del Río de la Plata– y los escasos nativos ocupaban los escalones más bajos de la administración. No obstante, la mayoría de los forasteros se casaron con damas rioplatenses, con lo que la "españolización" de la administración colonial no fue tan completa como pretendían la Corte y el rey.
La administración era básicamente sostenida por la plata extraída en Potosí, el comercio ultramarino por el puerto de Buenos Aires, y el Real Estanco del Tabaco y los Naipes, monopolio sobre la industrialización y comercialización de estos productos establecido durante la gestión de Vértiz. Pero además el virrey duplicó la alcabala, un impuesto sobre los consumos, que para algunos productos volvería a aumentar antes del final de su mandato. Por último, se apoderó de la sisa, un impuesto que hasta entonces había sido recaudado por –y en provecho de– los cabildos locales.

### La capital

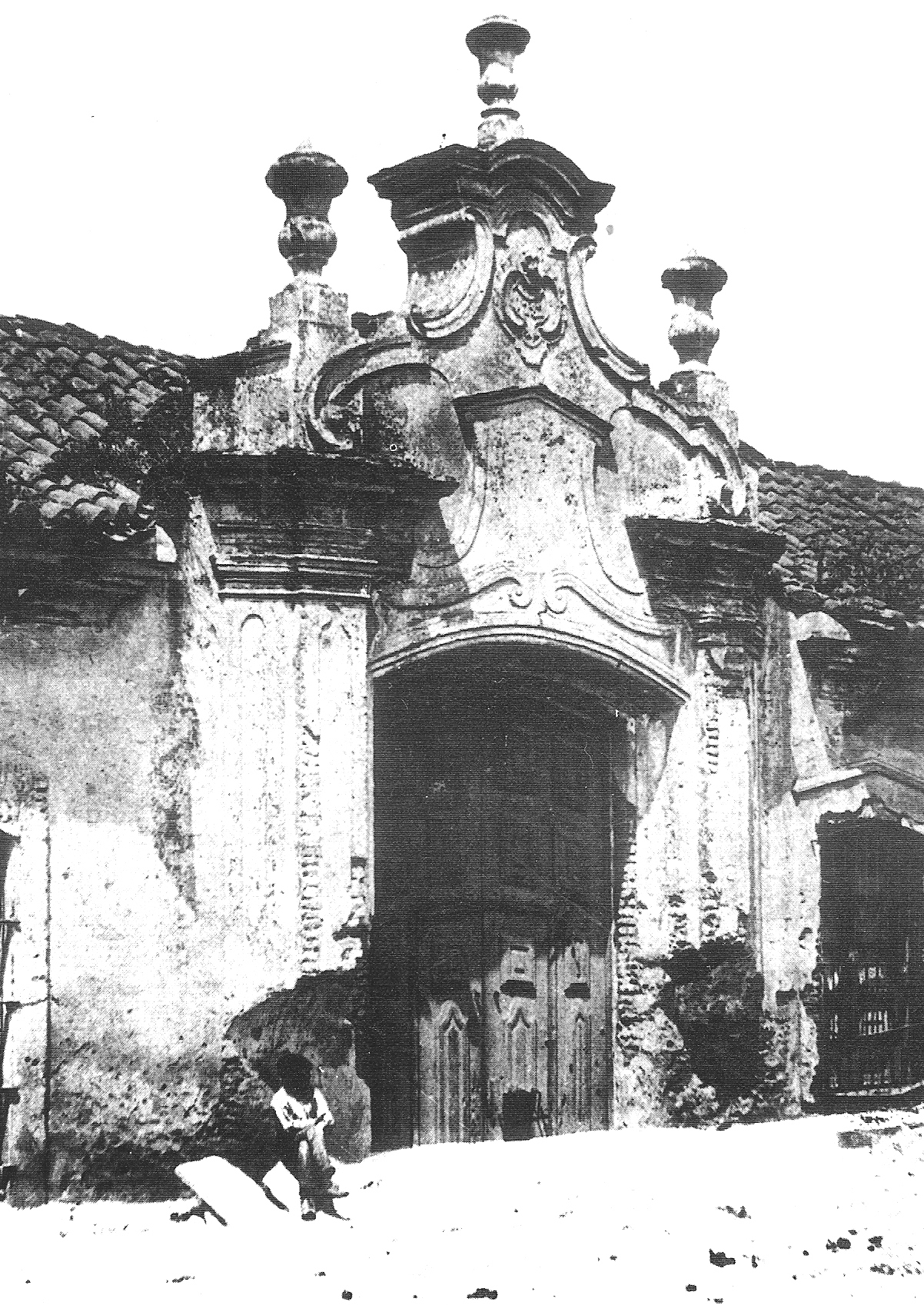
La Aduana de Buenos Aires, tal como se veía hacia el año 1900

La "pequeña aldea" que el rey había nombrado capital de un virreinato era una población caótica, edificada casi exclusivamente de barro y adobe, en la cual solamente las calles céntricas, en torno a la plaza central tenían algún orden. No existía la iluminación pública, ni la recolección de residuos, y la provisión de agua potable era muy deficiente y cara. Fuera del centro de la ciudad, era un caos de calles mal delimitadas, casas precarias edificadas en cualquier lado y cercos de tuna.
El virrey decidió convertirla en una ciudad digna de ese nombre; pero aunque dedicó grandes esfuerzos a normativizar la ciudad, fue el gobernador intendente de Buenos Aires, Francisco de Paula Sanz, quien terminó de codificar las normas por las cuales se prohibía arrojar residuos a la calle, se obligaba a edificar sobre la línea de edificación sin invadir calles ni veredas, organizó la iluminación con velas como una de las responsabilidades del cuerpo municipal de serenos, empedró las calles céntricas y mejoró el drenaje de las calles de la ciudad. Si bien el impulso inicial fue dado por Vértiz, y por ello es especialmente recordado en la historia de Buenos Aires, la mayor parte de estas medidas fueron efectivamente tomadas durante el mandato de su sucesor.
De modo que algunas de las mejoras que efectivamente tuvieron lugar durante el mandato de Vértiz fueron anteriores a la reorganización general de la ciudad. Tal fue el caso del Teatro de la Ranchería, que inauguró sus funciones en noviembre de 1783. En esta sala se representaron obras de autores españoles, y en 1789 se estrenaría la obra Siripo, de Manuel José de Lavardén, la primera obra de teatro escrita y representada en la actual Argentina. También se inició la construcción de la primera plaza de toros de Buenos Aires.
Otro avance fue la instalación de la primera imprenta en la ciudad: se trataba de una imprenta que habían instalado los jesuitas en Córdoba, y que permanecía arrumbada en un depósito de esa ciudad desde entonces. El virrey ordenó su traslado a Buenos Aires, comprometiéndose a pagar lo que valiera a la Junta de Temporalidades; la imprenta fue instalada en una casa de la ciudad, pero tardó casi un año en ser puesta en operaciones, lo cual se logró en noviembre de 1780. Su principal misión era imprimir los documentos oficiales que el gobierno quería hacer públicos, las cartas generales a las ciudades del interior, y poco más. A esas funciones oficiales se le agregó la impresión de silabarios, cartillas y otros textos destinados a la educación primaria, algunos breviarios para las órdenes religiosas, y trabajos particulares. Los escasos beneficios obtenidos por esa imprenta –concesionada a un empresario particular– fueron asignados a la Casa de Niños Expósitos, por lo que fue llamada Real Imprenta de Niños Expósitos. Era la única imprenta en todo el virreinato; ni siquiera en la ciudad universitaria y judicial que era Chuquisaca existía otra imprenta.
En 1779, Vértiz creó la Casa de Niños Expósitos de la ciudad en un edificio que había pertenecido a la Compañía de Jesús, y tras un breve período durante el cual funcionó como arsenal. Este orfanato se sostenía enconómicamente por la Imprenta, el producto de algunos alquileres y obras benéficas en el Teatro. A fines del siglo XVIII la Casa, a cargo de la Hermandad de la Santa Caridad de Nuestro Señor Jesucristo, llegó a albergar más de 150 niños. También fundó una Casa de Corrección, donde «se recogen todas las mujeres de mal vivir, y entregadas al libertinaje y la disolución; [...] se les emplea en trabajos propios de su sexo, y hasta ahora han sido tan fructuosos, que con exceso han sufragado para todos los gastos de su sustentación y vestuario;» en otras palabras, se trataba de una cárcel para prostitutas con trabajos forzados.

### Exploración y colonización de la Patagonia
Uno de los objetivos de la creación del virreinato era la consolidación de la soberanía española sobre la Patagonia. Una Real Cédula de 1778 ordenó una expedición de cuatro naves al mando de los capitanes Juan de la Piedra y Francisco de Biedma, para fundar sendos puertos, respectivamente en la bahía San Julián y en la "bahía Sin Fondo"; esta última podría haber sido el actual golfo San Matías, o bien la desembocadura del río Negro. Además del objetivo de defender las costas de posibles invasiones británicas o francesas, también se buscaba alguna ruta fluvial que permitiera un paso practicable hacia la costa del Océano Pacífico, en lo posible a la altura de las poblaciones españolas del Chile meridional. En enero de 1779, como paso previo a la fundación en San Julián, De la Piedra fundó un fuerte en la costa norte del istmo de la península Valdés, el Fuerte y Puerto de San José de la Candelaria. Si bien el mismo fue ocupado durante 31 años, hasta el año de 1810, su habitabilidad era muy limitada –por falta de agua potable– e inútil respecto de las vías navales.
Desde el Fuerte San José partió Francisco de Biedma en 1779 la villa de Nuestra Señora del Carmen en la margen sur del río Negro, pocos kilómetros aguas arriba de su desembocadura; una inundación obligó a trasladar la villa y el fuerte correspondiente a la margen norte del río, iniciando la existencia de la actual ciudad de Carmen de Patagones; en la margen izquierda se instalaron agricultores, con algunas casas y una capilla, en el paraje conocido como Mercedes de Patagones, que es la actual ciudad de Viedma. Desde Carmen de Patagones, Biedma cumplió el encargo real de explorar el curso del río Negro, llegando a la confluencia de los ríos Limay y Neuquén en 1783, pero no se fundó ningún otro establecimiento en este río ni en el cercano río Colorado. En cambio, la población de Carmen de Patagones creció aceleradamente, con la llegada de colonos gallegos y maragatos; también se instalaron en sus inmediaciones tolderías de indígenas tehuelches y puelches, que comerciaron activamente con los españoles.
Carmen de Patagones sería, así, la única instalación perdurable del período colonial en la Patagonia occidental. Hubo otras dos fundaciones, pero ambas fracasaron: una en Puerto San Julián, entre 1780 y 1784, y otra en Puerto Deseado, entre 1789 y 1807. Algo más exitosas fueron varias expediciones de exploración, como las de Antonio de Córdoba y José de la Peña a la isla Grande de Tierra del Fuego, y sobre todo la de Alejandro Malaspina, que exploró las costas patagónicas y malvinenses antes de doblar el Cabo de Hornos y realizar una extensa Exploración del océano Pacífico.
Por su parte, las Malvinas permanecieron durante todo el período ocupadas administrativa y militarmente por España, y el virrey rioplatense nombró sucesivamente gobernadores –dieciocho en total– para las islas, con sede en Puerto Soledad. Además del gobernador, residía en las islas una reducida población flotante de militares, pescadores y cazadores. Las Malvinas permanecieron efectivamente ocupadas por los españoles hasta enero de 1811.

### Rebeliones indígenas
La rebelión de Túpac Amaru de 1780 fue el más importante alzamiento indígena del período colonial, y llegó a amenazar a todo el virreinato del Perú y al Alto Perú, donde operaba el caudillo aimara Túpac Catari, que llegó a amenazar a Potosí y Chuquisaca. La rebelión logró controlar también la ciudad de Oruro durante poco más de una semana.
En el norte de la actual Argentina ocurrió un pequeño alzamiento indígena, que por un tiempo logró dominar la Puna meridional, especialmente en las localidades de Casabindo, Santa Catalina, Cochinoca y Rinconada, y cortar las comunicaciones de las intendencias meridionales con el Alto Perú. No obstante, aunque un grupo de rebeldes salidos desde Casabindo avanzó en dirección a San Salvador de Jujuy, no llegó siquiera a acercarse a la misma y fue vencido sin mayor dificultad.
En cambio, una revuelta indígena nominalmente relacionada con aquellas llegó a ser una verdadera amenaza contra Jujuy: un soldado criollo, que ejercía de intérprete en lengua toba en la reducción de San Ignacio de los Tobas incitó a los indígenas del Chaco a marchar hacia San Salvador con la intención de destruir la ciudad. Lograron poner sitio a la ciudad, que fue defendida por el jefe de la frontera oriental de esa jurisdicción, Gregorio de Zegada, en una sangrienta batalla sobre el río Blanco.
En 1779, había sido fundada al noroeste de Jujuy una reducción de los padres franciscanos procedentes de Tarija, llamada Nuestra Señora de las Angustias del (río) Zenta, donde introdujeron el cultivo de la vid, la caña de azúcar, los cítricos y otras especies frutícolas. Esta misión estuvo a punto de ser destruida por los indígenas durante el alzamiento de 1781, pero subsistió. En el año 1794, el gobernador de Salta del Tucumán, Ramón García de León y Pizarro, proyectó y obtuvo autorización del virrey Arredondo para fundar una ciudad a corta distancia del río Zenta o Blanco. La ciudad, San Ramón de la Nueva Orán, terminó por ser la última ciudad oficialmente fundada en el período colonial en la Argentina –y la única en el período virreinal– con todos sus atributos de tal: cabildo con regidores y dos alcaldes, jurisdicción precisa sobre un territorio y subdelegación de la Real Hacienda.

### Las intendencias
El 5 de agosto de 1777 fueron creadas las gobernaciones militares de Moxos, de Chiquitos y de la isla Santa Catarina; esta última desapareció al ser devuelta esa isla a Portugal poco después. Desde 1770 existía también el gobierno de las Misiones Guaraníes, y en 1780, el virrey Vértiz creó transitoriamente en 1780 el gobierno de Tarija, que no subsistió por mucho tiempo.. La intención era dividir el nuevo virreinato en intendencias, pero esto no se hizo hasta varios años más tarde; de hecho, durante más de cinco años y medio, el virreinato funcionó como un aglomerado sin orden de provincias, ciudades y corregimientos.
El 28 de enero de 1782, el rey sancionó la Real Ordenanza de Intendentes de Ejército y Provincia del 28 de enero de 1782, que dividió el virreinato del Río de la Plata en ocho intendencias o provincias: la primera era la intendencia general del Ejército, que coincidía con la disuelta gobernación del Río de la Plata, es decir las actuales provincias de Buenos Aires, Entre Ríos, Santa Fe y Corrientes, la parte al sur del río Negro el Uruguay –menos una amplia franja alrededor de Montevideo, y una zona mal delimitada de las Misiones Guaraníes. La segunda sería la intendencia del Paraguay, con los mismos límites –sumamente imprecisos– de la disuelta gobernación del Paraguay. La tercera tendría capital en San Miguel de Tucumán, y la totalidad de la disuelta gobernación del Tucumán. La cuarta sería la de Santa Cruz de la Sierra, en la parte oriental del llamado Alto Perú. La quinta sería la intendencia de La Paz, que incluía no solamente la diócesis de La Paz sino toda la cuenca del lago Titicaca. La sexta, que debía tener capital en Mendoza, coincidiría con el disuelto Corregimiento de Cuyo. Las dos últimas serían las de Charcas y la de intendencia de Potosí, en el Alto Perú; esta última incluía los distritos de Atacama, Lípez, Chichas y Tarija, todos ellos limítrofes con la actual Argentina.
Los gobiernos militares de Misiones, Moxos, Chiquitos y Montevideo eran autónomos de los gobiernos de intendencia, y dependían directamente del virrey; excepto este
último, el cual era autónomo incluso del virrey en todo lo que tuviera que ver con su carácter de puerto y apostadero naval.
Aún no se habían puesto en funcionamiento las intendencias, cuando –en agosto de 1783– el rey aceptó el criterio que le había comunicado repetidamente Vértiz para dividir el territorio de otra forma, trasladando la capital de la intendencia de Santa Cruz de la Sierra a Cochabamba, cuyo territorio quedaba separado de la de Charcas. Más importantes fueron las diferencias en la antigua gobernación del Tucumán, que quedó dividida en dos: la mayor parte se llamaría intendencia de Salta del Tucumán, y tendría su sede en la ciudad de Salta –aunque hasta el año 1790 sus autoridades residieron en San Miguel de Tucumán. Pero las jurisdicciones de Córdoba y La Rioja se separaban de aquella, formando, junto con el territorio de Cuyo, la intendencia de Córdoba del Tucumán, con capital en la ciudad de este nombre.
El rey designó el 22 de agosto de 1783 a los primeros ocho gobernadores intendentes; un bando del virrey anunció a la población de Buenos Aires la adopción del sistema de intendencias el 29 de noviembre, y las autoridades de cada intendencia asumieron sus cargos oficialmente el 24 de diciembre de 1783, menos el coronel Rafael de Sobremonte, que debía asumir la de intendencia de Córdoba del Tucumán, pero al cual el virrey Vértiz prefirió retener un tiempo más en su cargo de secretario general del gobierno del virreinato, que ejercía con suma eficacia.
En 1782, el gobierno de las Misiones fue dividido entre las intendencias de Buenos Aires y Paraguay, con una administración separada de estas intendencias, y dividido en dos y tres departamentos respectivamente. El que se destacaría por su ansia expansiva sería el departamento de Yapeyú, especialmente durante el mandato del capitán Juan de San Martín, que logró fundar una serie de estancias ganaderas hacia el sudeste y el sudoeste, tan lejos como para lograr instalar un puerto sobre el río Uruguay, justo al sur del "salto Chico", en las inmediaciones de la actual ciudad de Salto (Uruguay). Este puerto permitió comunicar las misiones con la capital virreinal por vía fluvial.
Toda la organización social y política de la América española giraba en torno a las ciudades. Existían algunas villas –como Luján, San Nicolás de los Arroyos, Río Cuarto o San José de Jáchal– con una rudimentaria organización municipal, pero las jurisdicciones estaban sujetas a las ciudades. Una serie de desacuerdos entre las jurisdicciones de Santa Fe y Buenos Aires llevaron a Vértiz a encargar al oficial Tomás de Rocamora a fundar varias villas en lo que hoy es la provincia de Entre Ríos, una región que ya contaba con cierta densidad de población rural, pero que no contaba con centros de población; así fue que nacieron en el año 1783 las villas de Gualeguay, Concepción del Uruguay y Gualeguaychú, todas ellas sometidas a la ciudad de Buenos Aires.

## El marqués de Loreto

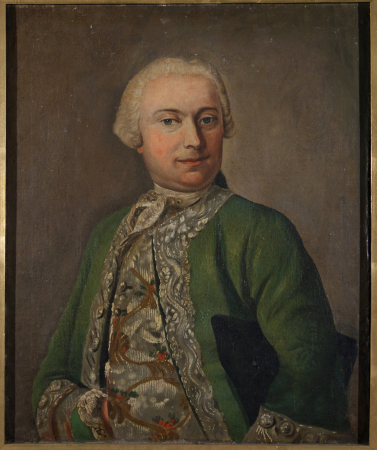
El virrey Loreto

El 13 de agosto de 1783 el mariscal Nicolás del Campo, segundo marqués de Loreto, fue nombrado tercer virrey del Río de la Plata; tenía una larga trayectoria militar, pero jamás había estado en América. Viajó a Buenos Aires y asumió formalmente el gobierno el 7 de marzo de 1784. Frente a la espectacular serie de fundaciones de sus dos antecesores, este virrey pasa relativamente desapercibido, además de que el propio Carlos III le había ordenado «todo [...] lo habéis habéis de ir executando poco a poco, y no de una vez.»
Su gestión fue, por lo mismo, metódica y sin grandes fundaciones: mejoró el sistema de correos que había puesto en funcionamiento años antes el visitador Alonso Carrió de la Vandera, estableció medidas para aumentar las siembras de trigo y racionalizar la matanza de vacunos.

### La Real Audiencia
Pese al establecimiento de la capital virreinal en Buenos Aires, todas las provincias del virreinato continuaban dependiendo judicialmente de la Real Audiencia de Charcas, con las ya reconocidas complicaciones que debían afrontar los particulares cuando pretendían apelar las decisiones judiciales de los cabildos. Adicionalmente, la instalación de la corte virreinal y el aumento del comercio agregaron mayores pleitos en Buenos Aires y el Litoral, que se resentían de las largas distancias a recorrer. Tras recibir varios pedidos en ese sentido, el rey finalmente creó la Real Audiencia de Buenos Aires por Real decreto del 25 de julio de 1782, aunque fue comunicada al virrey casi un año más tarde, en estos términos:

(...) he venido por mi Real Decreto de veinte y cinco de Julio siguiente en establecer una Real Audiencia Pretorial en la misma Capital de Buenos Aires, la cual tenga por distrito la Provincia de este nombre, y las tres de Paraguay, Tucuman y Cuyo. Que verificado su establecimiento queden estinguidos en la misma Capital el Empleo de Protector de Indios, el de defensor de mi Real Hacienda y el de Alguacil Mayor de aquellas mis Reales Cajas; y el de Auditor de guerra, luego que falte de alli el actual Asesor de ese Virreynato, pues por ahora deben continuar reunidos en él ambos cargos. Que la nueva Audiencia se componga del Virey como Presidente, de un Regente, cuatro Oidores y un Fiscal, con cuyo Empleo ha de quedar unido el Protector de Indios (...) Que haya dos Agentes Fiscales, dos Relatores, y dos Escribanos de Cámara... en inteligencia de espedirse con fecha de hoy las correspondientes cedulas á mis Reales Audiencias de Chile y Charcas para que les conste el territorio que se segrega de su respectiva jurisdiccion (...)

La Audiencia fue solemnemente instalada el 8 de agosto de 1785. Fueron sus primeros miembros el regente Manuel Antonio de Arredondo y Pelegrín, los oidores Alonso González Pérez, Sebastián de Velasco, Tomás Ignacio Palomeque y el fiscal –en lo civil, y provisionalmente en lo penal, además de protector de indios– José Márquez de la Plata. El virrey era el presidente natural de la Real Audiencia, pero en la práctica casi nunca tomaba parte en las actuaciones judiciales.
Su territorio comprendía las intendencias de Buenos Aires, Paraguay, Córdoba del Tucumán y Salta del Tucumán y las gobernaciones subordinadas a Buenos Aires de Misiones y Montevideo, todas ellas segregadas de la Audiencia de Charcas, excepto lo que había sido el corregimiento de Cuyo, separado de la Real Audiencia de Chile.
Sus principales funciones eran puramente judiciales: como tribunal de apelación le llegaban los juicios fallados en primera instancia por alcaldes, gobernadores y otros funcionarios. En casos especiales, podía actuar como tribunal de primera instancia, vale decir, que la demanda podía ser presentada directamente ante ella. También era tribunal de apelación en casos civiles y criminales sustanciados en tribunales inferiores, y tribunal de primera instancia en los llamados “casos de corte” y problemas con los indios. También tenía funciones políticas: cuando se producía una vacante en el cargo de virrey –esto ocurrió en dos oportunidades en el Río de la Plata, en ambos casos por fallecimiento– la Audiencia asumía interinamente el mando político hasta que pudiera asumir el sucesor.

### Fronteras interiores
Durante el primer siglo y medio de ocupación del Río de la Plata, Córdoba y Cuyo, las relaciones entre los indígenas de las regiones de la Pampa y la Patagonia con los españoles habían sido esporádicas: ambos grupos cazaban ganado vacuno cimarrón, pero este recurso alcanzaba para todos. A principios del siglo XVIII, la continua extracción de vacunos por medio de las vaquerías españolas y el aumento de la población indígena llevó a choques por el recurso vacuno: las vaquerías fueron suplantadas por explotaciones ganaderas conocidas como estancias, y los indígenas –que a su vez estaban siendo invadidos y colonizados por los araucanos del sur de Chile– se lanzaron a capturar esos vacunos domesticados en expediciones llamadas malones o malocas, que se sucedían cada vez con mayor frecuencia.
Un informe pedido por Vértiz y respondido por el coronel Francisco Betbezé, Juan José Sardeñ, al comandante del Zanjón, Pedro Escribano y a Nicolás de la Quintana, propuso organizar la frontera en una serie de guardias principales y fortines, formando una línea defensiva paralela al río Salado, varias leguas al norte del mismo, los cuales fueron construidos o reconstruidos durante la gestión de Vértiz. Entre los fuertes que se fundaron en esa época están los que dieron origen a las actuales ciudades de Chascomús, Ranchos, Lobos, Navarro, Mercedes y San Antonio de Areco.
La firma de un tratado de paz entre españoles e indígenas en 1782 no significó la tranquilización de la frontera, ya que algunos grupos que no habían adherido, tales como los ranqueles, continuaron atacando las estancias. Varios capitanes españoles continuaron luchando contra los indígenas y creando nuevas estancias más avanzadas en territorio hostil, como Manuel de Pinazo y Clemente López de Osornio. Este último fundó la estancia Rincón de López, inmediatamente al sur de la desembocadura del río Salado; aunque pagó su osadía con su vida y la de su hijo, la estancia nunca fue abandonada.
A mediados de 1784, Juan de la Piedra atacó a los indígenas de la Sierra de la Ventana desde Carmen de Patagones, causando decenas de muertos entre los indígenas, que finalmente lo derrotaron, muriendo de la Piedra y el explorador Basilio Villarino. El cacique Lorenzo Calpisqui pidió la paz, que fue aceptada por el virrey Loreto. Nuevos tratados de paz mantendrían la frontera estable hasta la época de la Independencia.
La frontera de la jurisdicción de la ciudad de Mendoza tenía otras características, derivadas de la araucanización de los pehuenches y la vecindad con Chile, cuyos habitantes no desdeñaban comprar a los indígenas vacunos robados en la región pampeana o en Cuyo. El comandante de armas de esa ciudad, José Francisco de Amigorena, combinó ataques a los reductos pehuenches con sucesivos tratados de paz, que también llevaron a la estabilización de esa frontera, y que permitirían la fundación del fuerte San Rafael del Diamante en 1805. Poco después, dos expediciones enviadas desde Chile al mando de Justo Molina y Luis de la Cruz permitieron explorar el área indígena frente a las posiciones defensivas de los españoles.
Por último, las fronteras del Chaco eran más difíciles de defender aún: los indígenas wichís eran comparativamente pacíficos, pero los chiriguanos, mocovíes y abipones se dedicaban al saqueo de las estancias. En la frontera de las ciudades de Jujuy y Salta, los fuertes de Ledesma y Santa Bárbara y los fortines de San José de Vilelas, Nuestra Señora del Pilar, San Luis de Pitos, Balbuena, San Esteban de Miraflores, San Fernando del Río del Valle, San Felipe, San Bernardo de Pizarro, Río Negro y Zenta detenían parcialmente los ataques indígenas. El único fuerte que guarnecía a Santiago del Estero, el fuerte de Tacopunco apenas alcanzaba para avisar de los ataques, y una línea de fortines que guarnecía Santa Fe –Almagro, Feliú, Nuestra Señora de la Soledad, Melo y Virreina (Sunchales)– no lograba impedir la llegada periódica de los mocovíes hasta la misma ciudad.
La defensa en la frontera de Buenos Aires estaba en manos de un cuerpo de milicias creado hacia la mitad del siglo XVIII, los Blandengues de Buenos Aires, que fueron reformados y reconocidos como fuerza militar veterana durante el virreinato de Vértiz, que además destinó una compañía para la defensa de la ciudad de Santa Fe. Ya durante la gestión del virrey Loreto, los mismos demostraron su eficacia en una operación ofensiva en el sur de Córdoba; en ese momento la fuerza sumaba unos 350 hombres en total. En 1792, el virrey Arredondo creó los Blandengues de Santa Fe, con poco más de 200 hombres en total, que debían atender las fronteras de la Pampa –centrada en el fuerte de Melincué– y del Chaco.

### Frontera con Portugal

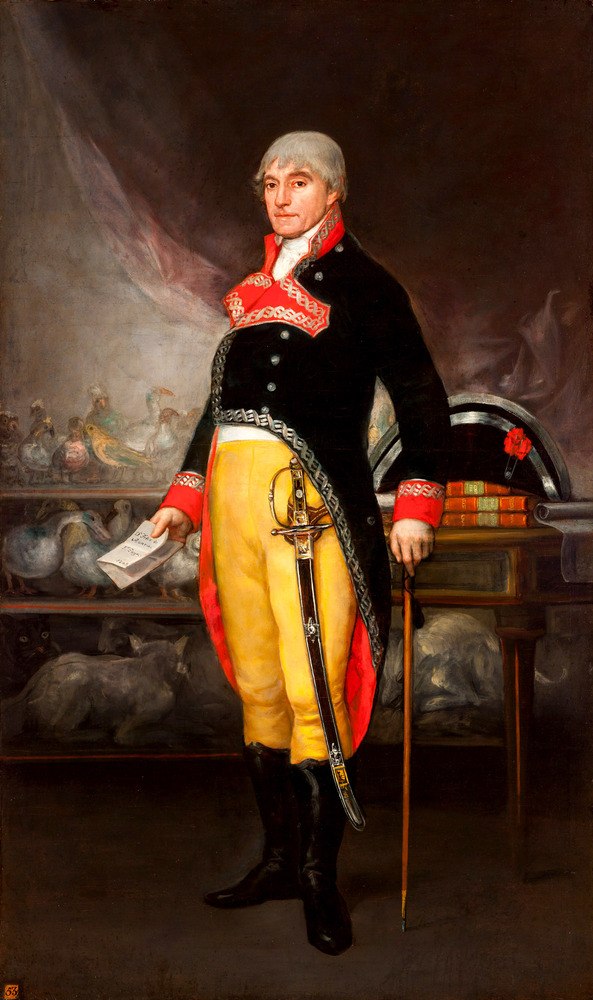
Félix de Azara.

Por el Tratado de San Ildefonso, la frontera entre el virreinato del Río de la Plata y el Brasil quedaba delimitada por una línea establecida con precisión en los papeles, pero no así en el terreno: partiendo del Océano por el arroyo Chuy, la laguna Merín, el río Piratiní, la cabecera del río Negro, el río Pepirí Guazú hasta su cabecera y de allí a la del río San Antonio, el río Iguazú, el Paraná y el Igurey aguas arriba hasta su nacimiento. Desde allí hasta la cabecera del río Corrientes y siguiendo el curso de este por el río Paraguay hasta la desembocadura en él del Yaurú. De allí en línea recta hacia el oeste hasta el río Guaporé, bajando el río Madeira y desde allí hasta el río Amazonas. La mayor parte de estos ríos eran casi totalmente desconocidos, y su identificación en el terreno era por demás conflictiva: la ubicación exacta de los ríos Piratiní, Pepirí Guazú, San Antonio, Igurey y Corrientes eran solo conjeturales, y causarían grandes conflictos. La línea debía ser establecida por varias comisiones demarcadoras, cada una formada por un perito español y otro portugués, con sus respectivos ayudantes.
Durante siete años, debido a la guerra de Independencia de los Estados Unidos, que enfrentó a España con Gran Bretaña, Portugal se desentendió de la fijación de límites. Solamente en 1784 se acordó reunir las comisiones demarcadoras, divididas por secciones.
La comisión demarcadora española se presentó primero, con la presencia en Asunción del ingeniero militar Félix de Azara, que ante la ausencia de los peritos portugueses comenzó las exploraciones por su cuenta en la región entre el Atlántico y el río Iguazú. Levantó un plano general de la zona, asignó los nombres mencionados en el Tratado a varias corrientes de agua, y pretendiendo imponer por sí mismo los límites. Por su parte, Diego de Alvear y Ponce de León se encargó de la zona entre los ríos Paraná y Paraguay. Ambos exploradores aprovecharon sus expediciones para hacer estudios de botánica, ornitología y antropología; los trabajos de Azara, en particular, le valieron un bien ganado prestigio como naturalista. La demarcación, sin embargo, no llevó a ningún acuerdo posible justamente en los ríos que podían ser objeto de disputa, y los desacuerdos continuaron hasta la guerra de 1801.

### El interior y las intendencias
Durante la gestión del Marqués de Loreto terminaron de establecerse las intendencias en el interior del virreinato. En la intendencia de Buenos Aires continuó Sanz, hasta que en 1788 el propio virrey asumió la intendencia; esta práctica sería continuada por todos los virreyes hasta la disolución del virreinato. Tanto el gobernador de la intendencia de Córdoba del Tucumán, Rafael de Sobremonte, como el de Salta del Tucumán, Andrés Mestre, habían comenzado su mandato el año anterior, pero fue durante el mandato de Loreto que establecieron en su plenitud el sistema intendencial y las subdelegaciones de la Real Hacienda y las Comandancias de Armas en las ciudades que no eran capitales de intendencia.
Sobremonte resultó un gobernador metódico y brillante: construyó una gran acequia que llevó agua corriente a la ciudad desde el río Suquía, defensas contra las crecientes de ese río y de la Cañada, una escuela gratuita y de gobierno, un hospital de mujeres, el Paseo de la Alameda (hoy Paseo Sobremonte) y escuelas en varias localidades del interior, incluidas las ciudades de Mendoza, San Juan y La Rioja. Creó la cátedra de Derecho Civil en la Universidad, y mejoró la administración de justicia por parte de los cabildos de las ciudades. Embelleció las plazas, calles y edificios públicos, dividió la ciudad en seis barrios, estableció el primer servicio de alumbrado público en la capital y estableció normas de limpieza y mantenimiento de la vía pública y de edificación. Estableció fortines en varias localidades del interior, en particular para defender las villas de La Carlota y Río Cuarto. La ciudad de Mendoza también fue muy favorecida por las iniciativas de Sobremonte, aunque las otras ciudades de la intendencia –San Juan, La Rioja y San Luis– no se vieron tan favorecidas por su gobierno.
Por su parte, Mestre también resultó un gobernante metódico y progresista: organizó una gran expedición al Gran Chaco, para imponer temor a los indígenas sin violencia, y confirmó los tratados que en 1774 habían firmado en La Cangayé el gobernador Gerónimo Matorras y el cacique Paykín. Su principal preocupación estuvo en embellecer y mejorar la urbanización de la ciudad de Salta, a la que antes de terminar su mandato hizo formalmente capital de la intendencia a su cargo, y cuyo cabildo reconstruyó por completo, dándole su forma actual. Las restantes ciudades de la intendencia no fueron tan favorecidas, pero se mejoró la administración en los pueblos rurales, con el nombramiento de jueces pedáneos, y la organización militar de la frontera.
Un cambio importante se introdujo el 5 de junio de 1784, cuando se creó la intendencia de Puno con los partidos de Chucuito, Lampa, Azángaro y Carabaya, que siempre habían pertenecido a las jurisdicciones de la diócesis de Cuzco y de la Real Audiencia de Cuzco, pasando a la de Charcas en esa fecha.

## Arredondo
Nicolás Antonio de Arredondo, asumido en diciembre de 1789, fue el último virrey que completó los cinco años de su mandato, y fue también el más joven al momento de su ascenso al cargo, con 49 años de edad. Había sido gobernador de Santiago de Cuba y fue nombrado presidente de la Real Audiencia de Charcas, cargo que no llegó a ocupar porque inmediatamente fue nombrado virrey del Río de la Plata por el nuevo rey, Carlos IV que había subido al trono en diciembre de 1788.
Sus principales preocupaciones estuvieron ligadas al estallido de la Revolución Francesa y sus complejas consecuencias: estableció una firme censura de todos los papeles que llegaran desde Europa, para impedir la difusión de las «perniciosas ideas que han procurado esparcir algunos individuos de la Asamblea General de Francia». Autorizó la entrada en Buenos Aires y Montevideo de buques británicos, ya que Gran Bretaña era aliada de España contra los revolucionarios franceses, pero al mismo tiempo debió fortificar Montevideo, Maldonado y la isla Gorriti ante posibles ataques de su inestable aliada, Portugal. También fortificó la frontera terrestre con las posesiones portuguesas, creando una Comandancia General de la Campaña en el fuerte de Santa Tecla y fundando varios pueblos en la zona, entre ellos Rocha y Río Branco, en el este de la Banda Oriental.
La revolución obligó a la apertura comercial para los buques británicos, especialmente los que traían esclavos de África, que se llevaban a cambio grandes cantidades de plata; durante los pocos años alianza con Inglaterra se produjo el máximo número de ingresos de esclavos por el puerto de Buenos Aires; muchos quedaron en la capital, pero en su mayoría fueron trasladados hacia el interior del virreinato, o incluso a Chile. Cuando las alianzas volvieron a cambiar en 1796, los buques británicos fueron reemplazados por barcos franceses, mientras que los británicos se dedicaron masivamente al contrabando.
También durante su mandato se alcanzaron los más altos niveles en la capacidad económica del virreinato: los ingresos de la Aduana llegaron a su máximo, y los envíos de plata desde el "situado militar" de Potosí –que rondaban los 600 000 pesos en la época de Vértiz, superaron el millón y medio de pesos. La mayor parte de estos ingresos se gastaban en fuerzas militares y en gastos municipales en las ciudades de Montevideo y Buenos Aires: Ya antes de asumir el cargo Arredondo, Loreto había hecho construir un "palacio" dentro del Fuerte de Buenos Aires, que hasta ese momento había sido una mera fortaleza militar de adobe.

### Los Colegios y la Universidad

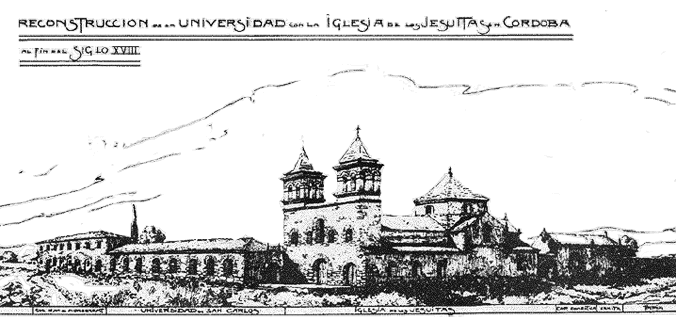
La Manzana Jesuítica de Córdoba a fines del siglo XVIII: a la derecha, el Colegio de Monserrat, y en el centro, la Universidad.

Hasta 1768, la educación secundaria en casi todo el territorio actualmente argentino estuvo en manos de los jesuitas, que regentearon colegios en muchas de las ciudades; su expulsión determinó la ausencia completa de educación secundaria, excepto el Colegio de Monserrat, de la ciudad de Córdoba, que quedó bajo la dirección de los franciscanos. El Colegio perdió parte de su prestigio, sin perder su carácter eminentemente clerical; pero dado que fue el único colegio secundario en todo el interior del virreinato, y que estaba estrechamente vinculado a la Universidad de Córdoba –del cual pasó a depender en 1802 por una Real Orden– continuó recibiendo estudiantes de todo el virreinato. En 1807, la dirección del Colegio pasó de los franciscanos al clero secular.
En Buenos Aires, la educación secundaria no había alcanzado el mismo desarrollo institucional que en Córdoba o en Asunción, por lo que la expulsión significó el cierre de los bastante improvisados estudios secundarios. En 1772, a iniciativa del padre Juan Baltasar Maciel, el gobernador Vértiz fundó el Real Convictorio Carolino, posteriormente conocido como Real Colegio de San Carlos, y que es antecedente directo del actual Colegio Nacional de Buenos Aires. Su primer cancelario fue el mismo Maciel, y aunque otro eclesiástico ocupó nominalmente el rectorado, Maciel redactó los estatutos y reglamentos y dictó la mayor parte de las materias. Sin embargo, Maciel terminó por enemistarse con todos, especialmente con el virrey Loreto, que lo arrestó y lo expulsó a la Banda Oriental en 1787.
Tras dos breves interinatos, en 1791 asumió el rectorado un exalumno de Maciel: Luis José de Chorroarín; bajo su dirección, el Colegio alcanzó su máximo brillo e importancia, y de sus aulas egresaron la mayor parte de los dirigentes de la generación que tomó el poder después de la Revolución de Mayo. También cristalizó el modelo de colegio de internos, y el rector rechazó todos los intentos de los padres de retirar periódicamente a sus hijos, incluso durante las vacaciones de verano, durante las cuales los estudiantes se trasladaban a la Chacarita de los Colegiales.
La propuesta de Maciel incluía también la fundación de una universidad en la capital virreinal, pero ésta no sería creada hasta después de la disolución del virreinato; de modo que en todo el territorio de este continuaron existiendo solamente dos universidades: la Universidad de Charcas, orientada a formar profesionales del Derecho, y la Universidad de Córdoba, que siguió una trayectoria oscilante entre la formación de clérigos y una cierta apertura al estudio de las profesiones liberales; incluso mientras estuvo en manos de los franciscanos, que siguieron dictando especialmente las carreras de teología y derecho canónico, pero que también comenzaron a dictar la carrera de derecho civil y penal. Solamente a partir de 1808, bajo el rectorado de Gregorio Funes, la Universidad comenzó a dictar materias de la rama de la matemática como el álgebra, aritmética y geometría, entre otras.

### El Consulado de Comercio

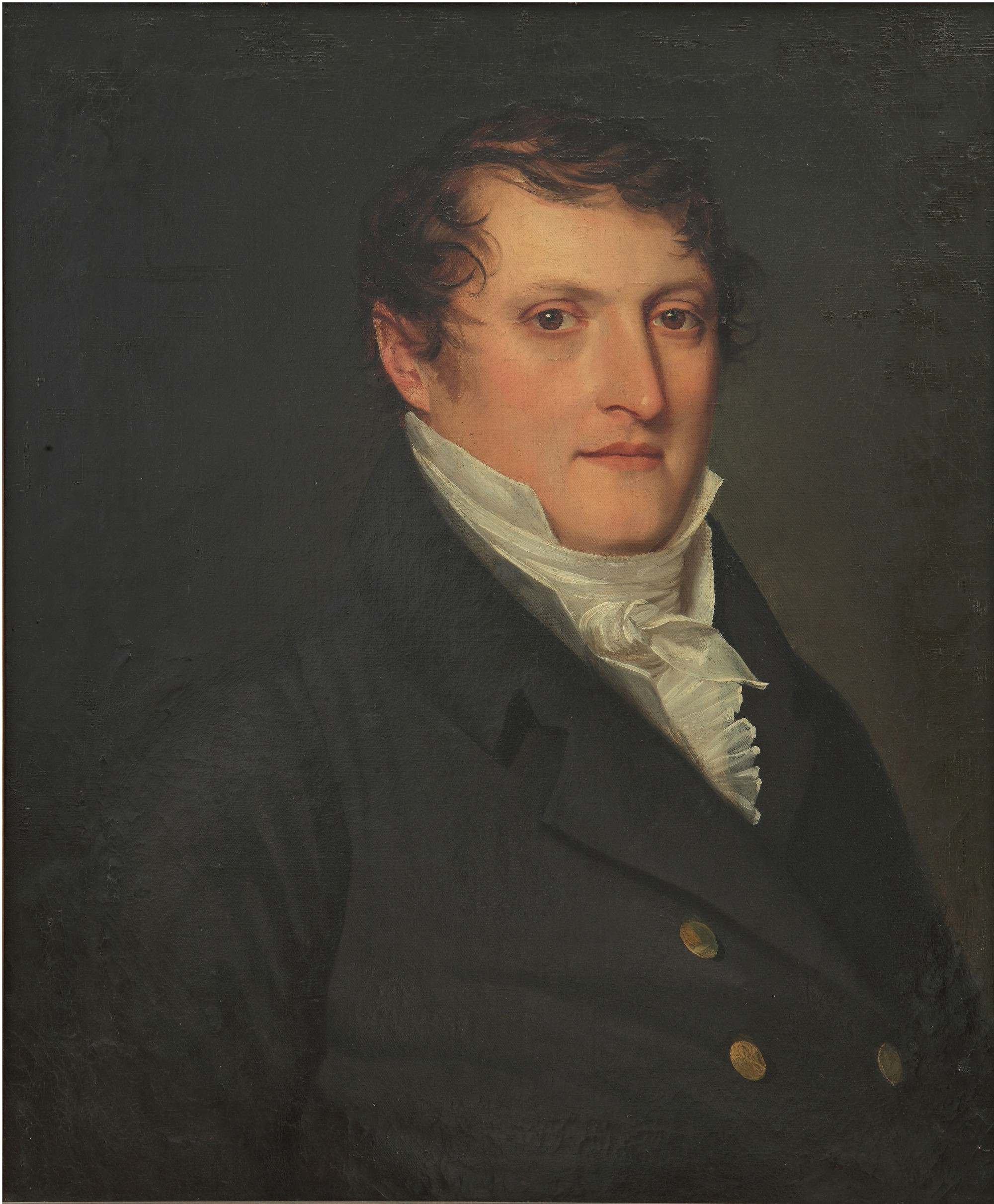
Manuel Belgrano

Buenos Aires aumentaba su comercio aceleradamente, lo cual también aumentaba los pleitos y demandas judiciales, saturando de disputas nimias la actividad de la Real Audiencia; por otro lado, los comerciantes de Cádiz y de Lima –perjudicados por el "libre comercio" y la apertura de la Aduana porteña– todavía tenían poder suficiente como para entorpecer algunas de las iniciativas comerciales de Buenos Aires. De modo que los comerciantes porteños solicitaron la creación de un Consulado de Comercio para la ciudad, como el que existía en Lima. El pedido se había repetido cada año ante la Casa de Contratación de Indias, pero no había prosperado hasta que fue presentado directamente ante el rey Carlos IV en 1793 por Manuel Belgrano, un abogado porteño recién recibido que residía en Madrid:

Cuando supe que tales cuerpos [Consulados] en sus juntas [de Gobierno] no tenían otro objeto que suplir a las sociedades [de fomento] económicas, tratando de agricultura, industria y comercio, se abrió un vasto campo a mi imaginación... Tanto me aluciné y me llené de visiones favorables a la América, cuando fui encargado por la secretaría, de que en mis memorias describiese las Provincias, a fin de que sabiendo su estado, pudiesen tomar providencias acertadas para su felicidad...

El Consulado de Comercio fue formalmente erigido en 1794, como una dependencia directa de la Casa de Contratación; se le asignó un único funcionario pago con el cargo de secretario, que resultó el mismo Belgrano. Este se trasladó a Buenos Aires y nombró a su primo Juan José Castelli como secretario interino, aunque con funciones permanentes. La impresión de Belgrano al llegar a Buenos Aires no fue satisfactoria:

... no puedo decir bastante mi sorpresa cuando conocí a los hombres nombrados por el Rey de la Junta [de Gobierno] que había de tratar de agricultura, industria y comercio, y propender a la felicidad de las Provincias que componían el virreinato de Buenos Aires; todos eran comerciantes españoles; exceptuando uno que otro, nada sabían más que su comercio monopolista, a saber, comprar por cuatro para vender por ocho con toda seguridad. [...] Mi animo se abatió, y conocí que nada se haría a favor de las Provincias por unos hombres que por sus intereses particulares posponían los del bien común.

El Consulado era un cuerpo colegiado formado por comerciantes –financiado mediante el cobro del impuesto de la avería– que debía funcionar tanto como un Tribunal de Comercio, como una sociedad de fomento de la economía; para esto último, era obligación del secretario Belgrano presentar anualmente una Memoria Consular, con propuestas sobre los medios que considerara más adecuados para fomentar la agricultura, animar a la industria y proteger el comercio. Más tarde, el mismo Consulado intentó fundar una Sociedad de Amigos del País, pero fracasó por completo.
En cambio, sí tuvo éxito en la creación de una Escuela de Náutica y una Academia de Geometría y Dibujo. La primera, dirigida por Pedro Cerviño, funcionó hasta el año 1806, en que fue cerrada por orden de la Corte, controlada en esa época por el ministro Manuel Godoy, a quien muy poco importaban los intereses de los americanos. La segunda, en cambio, tuvo mayor cantidad de alumnos pero también tuvo una vida efímera: Belgrano la abrió en 1799, pidió autorización para ello a la Corte y comenzó el dictado de las clases pero al año siguiente la Corte lo desautorizó, calificando a la Academia como un lujo innecesario en tiempo de guerra. Ante tal perspectiva, quedó también en la nada el proyecto del Consulado de abrir una escuela de arquitectura. Belgrano también apoyó la publicación del Semanario de Agricultura, Industria y Comercio que editó Juan Hipólito Vieytes entre 1802 y 1807.
Como los comerciantes de Montevideo solicitaron la creación de su propio Consulado de Comercio, el de Buenos Aires se adelantó a crear allí una filial del consulado, que consistió únicamente en el nombramiento de un comerciante porteño, José de Revuelta, que debía residir en Montevideo. Las causas judiciales y todas las iniciativas educativas y de promoción siguieron tramitándose en Buenos Aires, lo que alimentó el resentimiento de los comerciantes montevideanos.

## Tres virreyes en seis años

### Melo
En marzo de 1795 asumió el cargo de virrey el gobernador saliente de la intendencia del Paraguay, Pedro Melo de Portugal y Villena, un lejano descendiente de los duques de Braganza, lo que lo convertía en un lejano pariente de los reyes de Portugal y España.
En 1795, el recién elegido virrey ordenó al comandante de blandengues de la Banda Oriental la fundación de una villa sobre la Cuchilla Grande y en las cercanías de la frontera con los portugueses; el oficial la fundó con el nombre de Melo, y es la actual ciudad de ese nombre en la República Oriental del Uruguay. En el año 1797, el gobernador Sobremonte fundó un pueblo, que también llamó Villa de Melo en nombre del virrey, aunque no consiguió autorización para dotarlo de los privilegios de una villa; en la actualidad, deformado por la costumbre, el nombre de la ciudad es Villa de Merlo.
Entre sus iniciativas más importantes estuvo la provisión de trigo a Montevideo ante un problema de escasez, y la erección del pósito de granos de la ciudad de Buenos Aires. Durante su mandato, la intendencia de Puno fue separada del virreinato del Río de la Plata y restituida a la jurisdicción judicial de Cuzco.
En abril de 1797, el virrey Melo hizo una visita de inspección a las fortificaciones de Montevideo y Maldonado; de regreso de la última, a la altura de Pando, cayó del caballo y se golpeó la cabeza, falleciendo en Montevideo dos días más tarde. Había ocupado el cargo dos años y 30 días.

### Olaguer Feliú, virrey interino
El sorpresivo fallecimiento del virrey Melo obligó a la Real Audiencia a abrir los "pliegos de providencia" firmados por el rey al momento de su nombramiento; éstos eran papeles que solo podían ser abiertos en caso de «muerte u otro accidente inopinado» que dejara la sede virreinal vacante, y nombraba a un virrey meramente interino, que ejercería el cargo hasta el nombramiento real de un sucesor. Existían tres pliegos cerrados, por si el sucesor también hubiese fallecido o ausente, pero en el primero figuraba el gobernador de Montevideo e inspector de tropas del virreinato, Antonio Olaguer Feliú. El mariscal Olaguer Feliú ocupó el cargo de virrey interino desde el 2 de mayo de 1797.
Acuciado por la situación de inminente guerra contra Inglaterra y Portugal, dedicó sus primeros esfuerzos a reforzar la defensa de Montevideo y abrió parcialmente los puertos del virreinato al comercio con Francia, aliada en esa época del rey de España, incluso anticipándose a la Real Orden en ese sentido de noviembre de 1797. Esa medida reforzó la actividad comercial y permitió al virrey interino enviar importantes remesas de plata sellada a España.
En 1799 publicó una Real Orden del año anterior, que oficializaba el Protomedicato del Río de la Plata, que había sido fundado por el virrey Vértiz en 1780, pero había funcionado en forma precaria hasta entonces. Se trataba de una institución inspirada en los gremios medievales, aunque en un formato moderno: un colegio de médicos encargado de vigilar el ejercicio de la medicina, así como de formar nuevos médicos y cirujanos. La Real Orden confirmaba al frente de mismo a quien venía ejerciendo el cargo durante más de una década, el irlandés Miguel O'Gorman, cuyo colaborador más cercano era el criollo Cosme Argerich, secretario del Protomedicato. Entre sus funciones estaba, además, el examen médico de los esclavos puestos a la venta y de los presos. En 1800 se fundó la Escuela de Medicina, que inició sus actividades al año siguiente; además de materias orientadas a la ciencia y práctica médicas, se impartían cursos de química –con textos de Lavoisier– y de botánica.

### El Marqués de Avilés
La noticia de la muerte del virrey Melo tardó meses en llegar a Madrid, donde se apuraron a nombrarle un reemplazante, el entonces Capitán General de Chile, Gabriel de Avilés, marqués de Avilés. Pero este debió esperar a solucionar su propia sucesión en Chile, por lo que recién pudo hacerse cargo del virreinato en marzo de 1799.
Su mandato estuvo signado por la crisis derivada de las guerras intermitentes con España, que habían frenado el crecimiento del comercio exterior, y con este de los ingresos públicos. Para financiar su ambicioso plan de expansión de las mejoras en la capital –principalmente el empedrado de las calles– sancionó impuestos sobre los carruajes, los cafés y las posadas, y también administró por sí mismo la plaza de toros, lo que le permitió aumentar significativamente sus ingresos, cuyo manejo se esforzó por profesionalizar, impidiendo evasiones fiscales y desvíos de fondos públicos. Envió una expedición contra los charrúas y organizó varias expediciones a las Salinas Grandes para asegurar la provisión de sal para la creciente industria de los saladeros. Estas expediciones permitieron establecer contactos pacíficos con los indígenas de la Pampa, al mismo tiempo que llamaban la atención sobre el estado de la línea de fortalezas de la frontera.
El marqués de Avilés fue considerado uno de los más capaces virreyes del Río de la Plata, aunque apenas ocupó el cargo por dos años. Fue quien más se ocupó de la situación del interior del virreinato; reorganizó por completo los dos departamentos en que se dividían las Misiones, fijando sus límites, edificando algunas fortificaciones y fundando sobre el río Uruguay la villa de Belén, poblada por blancos de la Banda Oriental pero destinada a servir de nexo exterior a las Misiones. Antes de dejar el mando elevó a la Corte en Madrid un extenso informe sobre la historia y el estado de las Misiones, en que proponía abandonar definitivamente las instituciones típicas de los pueblos de indios –en especial la propiedad comunal de la tierra– y la concesión de los derechos individuales a los indígenas.
Avilés no llegó a completar los cinco años previstos para su mandato, ya que fue nombrado para suceder en el cargo de virrey del Perú a Ambrosio O'Higgins.

## Economía y sociedad entre dos siglos

### La economía
El comercio sufrió importantes cambios a lo largo del siglo XVIII en toda América española, pero los medios de producción, en cambio, no se vieron alterados significativamente. Había un aumento de las dimensiones de las explotaciones y de los volúmenes producidos, pero tanto las explotaciones mineras como la agricultura se expandían sin modificar en absoluto las arcaicas formas de producción, y en la mayor parte del continente tampoco se alteraron las relaciones sociales que sostenían el trabajo, tanto de los indígenas como de los esclavos y los criollos libres.
En los territorios que actualmente forman la Argentina, en cambio, se habían producido algunos cambios fundamentales: en primer lugar, la explotación de la población indígena se había prácticamente disipado en casi todo el antiguo Tucumán, en Cuyo y en Corrientes, donde inicialmente había sido importante. Hasta finales del período colonial seguirían existiendo pueblos de indios sometidos a formas atenuadas de la encomienda, pero su importancia relativa era mucho menor que antes: la inmensa mayoría de la producción era llevada a cabo por esclavos, por personal contratado y pago, o por arrendatarios libres.
En segundo lugar, la ganadería vacuna había sustituido por completo las antiguas vaquerías debido a la desaparición de los vacunos cimarrones por la doble presión de los españoles y los indígenas. En lugar de eso, los rodeos mansos –de vacunos, caballos o mulas– reunidos en estancias predominaron como forma de producción ganadera. Los campesinos libres que trabajaban permanente o transitoriamente en las estancias eran los gauchos, un nuevo estrato social típico del campo, que racialmente iba de los mestizos a los puramentes españoles.
La economía estaba basada principalmente en la producción para el consumo local, y la mayor parte de los alimentos, textiles y maderas producidas eran comercializadas en la ciudad de que cada productor dependía, especialmente la carne y los cereales. Las principales producciones primarias que eran objeto de comercio interno o externo eran el tabaco, la yerba mate, los cueros, los aguardientes y las mulas; a ello se sumaban algunos productos artesanales, como tejidos de algodón, carretas y azúcar. Los dos primeros productos eran producidos principalmente en Paraguay y Corrientes; trasladados hacia el sur por el río Paraná, eran comercializados en todo el virreinato, así como en Chile y, ocasionalmente, en Brasil. Los aguardientes, azúcar, tejidos y carretas eran objeto de comercio a grandes distancias, siempre dentro del virreinato, aunque ocasionalmente eran exportados a Chile.
Los cueros eran el principal producto de exportación transatlántica, y el reglamento de libre comercio favoreció su expansión, pasando de 150 000 cueros en el año 1778 a 800 000 en 1801. El otro rubro principal de exportación, que incluía en su producción y traslado al litoral fluvial, al centro y al noroeste de la actual Argentina era la producción de mulas; estas eran criadas en las llanuras de Buenos Aires, Santa Fe y Entre Ríos, y de allí eran arreadas hasta la intendencia de Salta, donde se hacía una escala para engordarlas con forrajes y venderlas. Luego continuaban su viaje hasta su destino final, que eran las minas de Potosí y el sur de Perú. Este comercio implicaba la participación de grandes cantidades de pequeños empresarios y empleados, y también aportaba importantes beneficios fiscales a los cabildos por donde pasaban las arrias de mulas.
En todo caso, la modificación de las estructuras comerciales generalizó el modelo social que había prevalecido en Buenos Aires y Montevideo, en que la aristocracia y el poder político local estaban ligados casi exclusivamente al comercio, no a la producción. La época del predominio social de los estancieros llegaría solamente después del final del período colonial.

## Del Pino

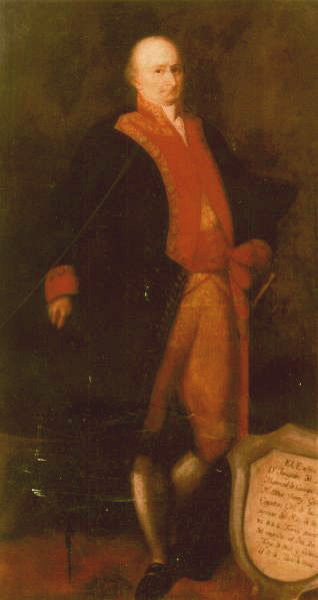
El virrey Del Pino

Joaquín del Pino y Rozas había llegado al Río de la Plata en 1771, y fue gobernador de Montevideo, presidente de la Real Audiencia de Charcas y Capitán General de Chile antes de ser nombrado, en julio de 1800, virrey del Río de la Plata. Tenía fuertes vinculaciones en Buenos Aires, aunque su esposa, Rafaela de Vera Mujica, con quien se casó en 1783, era miembro de la familia más encumbrada de la ciudad de Santa Fe. Fue el virrey de más edad, ya que tenía 72 años de edad al momento de asumir.
Durante su mandato se completó la nueva plaza de toros en Retiro, y se inició la construcción de la Recova de Buenos Aires. Antes de esa fecha, el comercio de alimentos se hacía en puestos improvisados a la intemperie en el centro de la Plaza Mayor y de las plazas de barrio; la recova –una serie de arcos abiertos por ambos lados– dio comodidad a los comerciantes y benefició a sus clientes al favorecer la higiene de los alimentos que allí se vendían, en especial de la carne.
El anciano virrey enfermó de gravedad a principios de 1804, y a principios del mes de abril sus médicos anunciaron a la Audiencia que estaba completamente postrado e imposibilitado de forma permanente de ejercer su gobierno. El día 11 de abril, tras muchas dudas, la Audiencia finalmente proclamó

...haver recahido en ella el Govierno político y militar, con toda la plenitud de autoridad con que lo havía exercido el Virrey.

Esa misma tarde falleció el Virrey.

### Los primeros periódicos

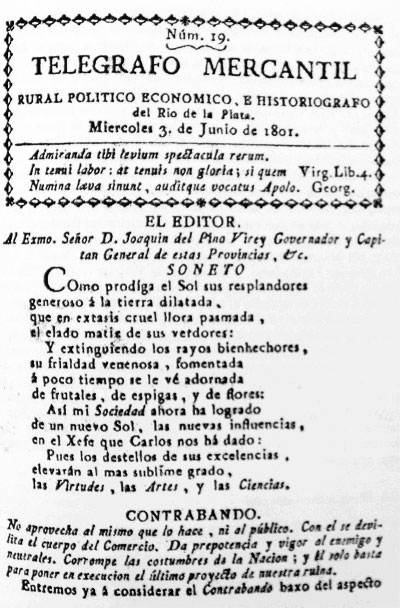
El Telégrafo Mercantil

La mayor parte de las familias pudientes del virreinato tenían biblioteca, aunque la mayoría de los libros contenidos eran de índole religiosa, tal como demuestran los inventarios de bienes de los fallecidos. Pero la necesidad de lectura era generalizada, y en una ciudad de comerciantes de ultramar como era Buenos Aires, había unos ochenta suscriptores de la Gaceta de Madrid en 1796; pocos años más tarde, la Guía de Forasteros había logrado vender más de cien ejemplares.
Con autorización del virrey Avilés, el recién llegado español Francisco Cabello y Mesa se propuso publicar un periódico impreso, el primero de Buenos Aires, en la Imprenta de los Niños Expósitos. Con el apoyo de Belgrano, Cabello publicó a partir del 1 de abril de 1801 el Telégrafo Mercantil, Rural, Político, Económico e Historiográfico del Río de la Plata. Claramente, el público lector al que apuntaba era el de los comerciantes de la ciudad, y por ello incluía informes de salidas y llegadas de buques a los puertos de Buenos Aires y Montevideo. Pero también se apuntaba a un público que buscara literatura, y por ello en su primer número se incluyó la Oda al Paraná de Manuel José de Lavardén. En el diario publicaron sus ideas Belgrano, Juan José Castelli, Pedro Cerviño, Chorroarín y muchos otros. Razones económicas obligaron finalmente a Cabello a dejar de publicar su semanario en octubre de 1802, después de tirar 110 números.
Poco antes del último número del Telégrafo Mercantil apareció un segundo periódico, el Semanario de Agricultura, Industria y Comercio, publicado por Hipólito Vieytes; esta segunda publicación era, ya decididamente, un muestrario de nuevas ideas sobre producción, comercio y sociedad. Tuvo más éxito que su predecesor, ya que alcanzó a publicarse semanalmente hasta febrero de 1807.
El último periódico publicado en la época virreinal fue el Correo de Comercio, a principios de 1810, con autorización del virrey Cisneros. Se inició como un periódico de tipo comercial, para rápidamente convertirse en el órgano oficial de los revolucionarios.

### Invasión portuguesa de las Misiones orientales
En el año 1801, el rey Carlos IV cedió a la presión del emperador francés Napoleón Bonaparte, y declaró la guerra a Portugal; la llamada Guerra de las Naranjas consistió en una breve campaña de dieciocho días, durante la cual las fuerzas españolas ocuparon una serie de localidades portuguesas fronterizas, y terminó con un tratado de paz por el cual se cedía una de ellas (Olivenza) a España. No tuvo más consecuencias en Europa.
Pero la ocasión fue aprovechada por el gobernador de Río Grande del Sur para iniciar la invasión de las Misiones Orientales, es decir de los siete pueblos cuya frustrada cesión a Portugal había causado la guerra guaranítica de 1754; para ello se alió con algunos guaraníes descontentos, y envió hacia las mismas varias partidas de milicianos irregulares. Tras ocupar sin oposición la Guardia de San Martín, el fuerte de Santa Tecla y la guardia de Chuí, destinados a defender de los ataques portugueses a las Misiones y a la Banda Oriental, avanzaron sobre las Misiones Orientales, que fueron entregadas sin resistencia por sus defensores, ya que los guaraníes estaban muy descontentos con la administración colonial posterior a la salida de los jesuitas. Una creciente del Río Uruguay impidió a los invasores continuar su avance al oeste del mismo.
La respuesta española fue tardía e ineficaz: una columna fue derrotada junto al río Yaguarón y perseguida hasta la Villa de Melo, que fue atacada y destruida; una segunda columna, al mando del coronel José Ignacio de la Quintana, avanzó sobre la misión de San Borja, la última que había sido ocupada por los portugueses, donde fue rechazado. Hostilizado en su retirada, fue obligado a regresar hasta Cerro Largo, donde logró ocupar el destruido fuerte de Melo. Otra división, enviada desde las misiones occidentales en dirección a San Borja, fue derrotada por un ataque portugués que cruzó el río Uruguay en Apóstoles. El general Sobremonte avanzó desde Buenos Aires hasta el río Yaguarón, donde comprobó que era ampliamente superado en número por sus enemigos, de modo se retiró hacia el sur. También hubo hostilidades en el alto río Paraguay, que fijaron las fronteras en el río Apa.
En el mes de diciembre llegó la noticia de la firma del Tratado de Badajoz que había puesto fin a la Guerra de las Naranjas en junio, y la guerra terminó también en América. Dado que el Tratado estipulaba la devolución de las conquistas mutuas, las autoridades confiaron en que los siete pueblos misioneros serían devueltos; pero como los mismos no fueron mencionados en la Paz de Amiens Portugal se negó a devolverlos. El capitán de milicias Gonzalo de Doblas propuso recuperar el territorio ocupado por medio de ataques simultáneos, pero ni el virrey Del Pino ni su sucesor Sobremonte autorizaron esas operaciones. De modo que las Misiones Orientales fueron incorporadas al Brasil desde entonces debido a la debilidad e incapacidad de las fuerzas militares del virreinato y a la mala voluntad de los guaraníes para con la administración colonial.
El virrey interino Olaguer y Feliú había sancionado en enero de 1801 un Reglamento de Milicias para todo el virreinato, que reorganizaba y reforzaba la importancia de las fuerzas voluntarias en la defensa del mismo. Aunque no había causado efectos en la organización militar del mismo para la fecha de la guerra, ésta dejó en evidencia la permanente incapacidad de las fuerzas veteranas, mientras que las pocas fuerzas que lograron siquiera movilizarse durante la guerra habían sido casi exclusivamente de milicias. Desde entonces, la población –más que la autoridad colonial, que seguía confiando en las fuerzas veteranas– identificó sus posibilidades de defensa con la formación y movilización de milicias.

### El interior en el cambio de siglo
En 1790 dejó el mando de la intendencia de Salta el gobernador Mestre, reemplazado por Ramón García de León y Pizarro, un militar con larga experiencia administrativa en el Perú y el Alto Perú. Pese a las limitaciones en sus ingresos, su actuación fue destacada, especialmente por sus campañas a la región chaqueña, donde fundó la ciudad de San Ramón de la Nueva Orán, y la organización de alcaldías pedáneas en los pueblos del interior. También trasladó la catedral de Salta a la iglesia que había sido de los jesuitas. En 1797 fue brevemente sucedido por Tadeo Dávila, antes de ser reemplazado por Rafael de la Luz. Este nuevo gobernador, pleno de buenas intenciones e iniciativas, estuvo casi constantemente en conflicto con las demás autoridades, tanto de su capital como de las otras ciudades, y su gobierno no llevó adelante progresos significativos.
En San Miguel de Tucumán se debió demoler la Iglesia matriz, reemplazándola por la actual Catedral, mientras los dominicos edificaron un convento y comenzaron a dictar una cátedra de filosofía. Catamarca, una ciudad más pequeña, estaba dividida por rencillas familiares que dificultaban la acción del cabildo, por lo que las más importantes gestiones de los gobernadores estuvieron orientadas hacia solucionar esos pleitos.
En Córdoba continuó en el mando el general Sobremonte hasta 1797, cuando fue reemplazado por Nicolás Pérez del Viso hasta 1803; a este le sucedieron los dos breves gobiernos de José González de Rivera –que falleció en el cargo– y Victorino Rodríguez. Todos ellos se destacaron por acumular conflictos con las demás autoridades, especialmente el cabildo, los obispos, el cabildo catedralicio y la Universidad. Sin embargo, alcanzaron a establecer escuelas, la primera sala de mujeres en el Hospital San Roque de Córdoba, algunos caminos y fortificaciones y una sucursal del Protomedicato de Buenos Aires. Se formó también un cuerpo de milicianos de la ciudad.
Las ciudades menores de la intendencia, La Rioja, San Juan, Mendoza y San Luis no se vieron beneficiadas por la actuación de los gobiernos de intendencia –excepto por la formación de la villa de Melo, actual Merlo, en jurisdicción de la última.
En Corrientes, la población aumentaba significativamente y surgían nuevos pueblos, como Goya, actualmente la segunda ciudad en importancia de la provincia. No obstante, en este mismo período los Correntinos terminaron de perder la disputa que habían mantenido durante décadas con Asución por la posesión de la zona al norte del río Paraná, el actual departamento de Ñeembucú. En Santa Fe no ocurrieron cambios políticos de importancia, y la región continuó asediada por los ataques tanto desde la frontera chaqueña como de la pampeana. De todos modos, el aumento del comercio dio lugar al crecimiento poblacional del pueblo de Rosario. Lo mismo ocurrió en Entre Ríos, un territorio que continuó dividido entre Corrientes, Santa Fe, Misiones y Buenos Aires; en esta época surgió el primer caserío de alguna importancia en la actual ciudad de Paraná.
El gobierno de las Misiones Guaraníes fue restablecido en 1803 hasta 1806, año en que su gobernador fue encargado también de la intendencia del Paraguay. En 1809, el virrey Cisneros nombró a Tomás de Rocamora jefe militar y político de las Misiones, «en clase de Segundo» del gobernador Velasco.

## Sobremonte

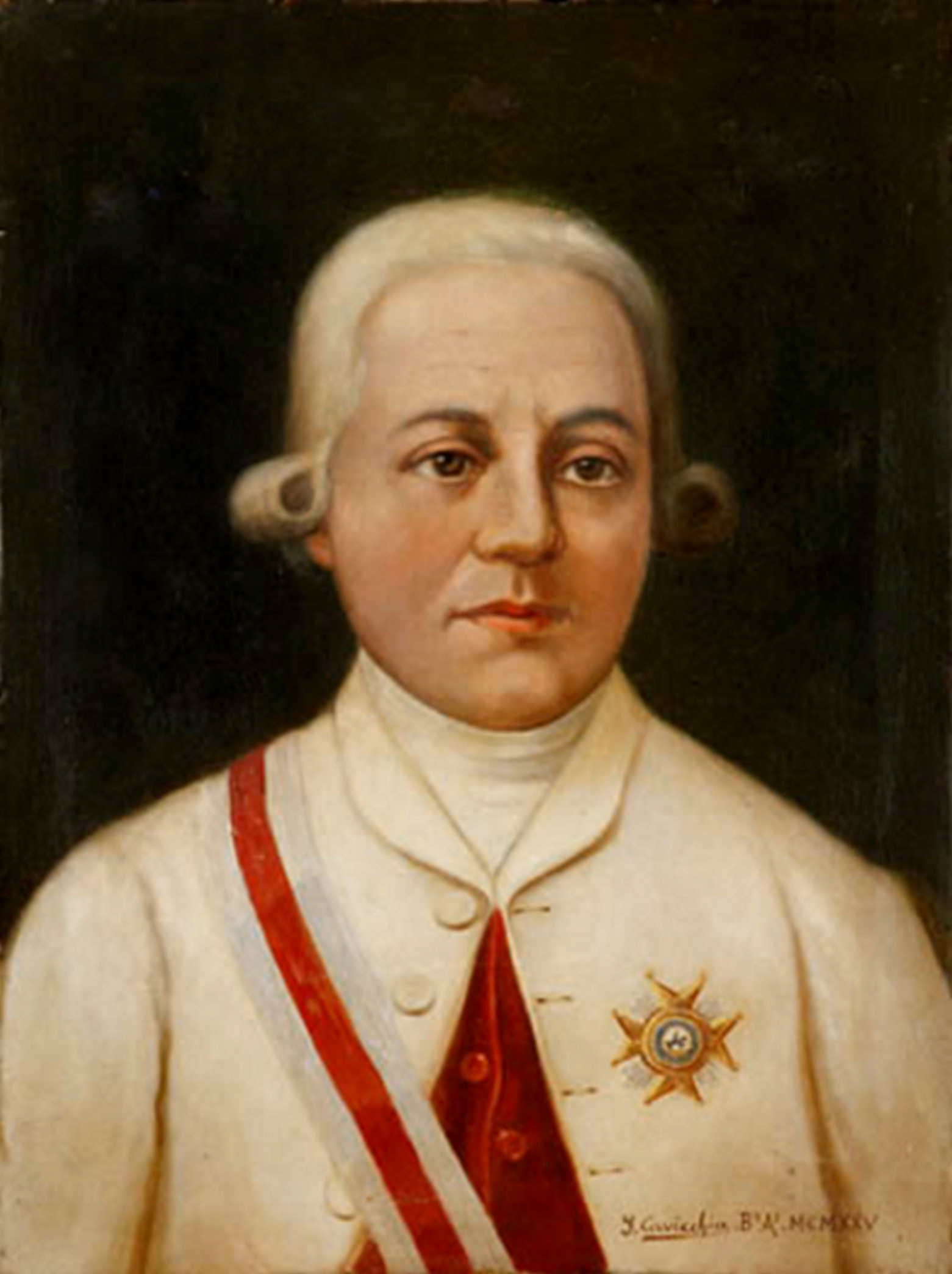
Rafael de Sobremonte

La muerte de Del Pino puso nuevamente a la Audiencia en la obligación de abrir los "pliegos de providencia"; en el primer pliego se mencionaba a un oficial ya fallecido, y en el segundo al inspector general de las tropas del virreinato, Rafael de Sobremonte, que estaba en ese momento en Montevideo, que tardó casi dos semanas en hacerse cargo del virreinato, a fines de abril de 1804. Sería confirmado como virrey titular por Real Orden del 6 de octubre del mismo año.
Durante la gestión de Sobremonte llegó a Buenos Aires la vacuna antivariólica. Si bien en 1803 había zarpado la Real Expedición Filantrópica de la Vacuna hacia América, al mando de Francisco Javier Balmis, ésta no llegó al Río de la Plata sino después de dos sucesos independientes: por un lado, el cura de Baradero, Feliciano Pueyrredón, había desarrollado a principios de 1805 la vacuna de forma autónoma, utilizando vacas que habían estado en contacto con enfermos de viruela como fuente de la misma. Pero además, el 5 de julio de 1805 llegó a Montevideo el médico portugués Antonio Machado de Carballo, con varios esclavos negros vacunados en Río de Janeiro y con vacunas conservadas en vidrios. Aunque estas últimas fueron desechadas por considerárselas inútiles, los médicos del Protomedicato de Buenos Aires, Cosme Mariano Argerich y Miguel O'Gorman, difundieron rápidamente la vacuna entre la población de la capital y de las ciudades de la intendencia de Buenos Aires. Para la difusión entre las personas más humildes fue crucial la ayuda del cura Saturnino Segurola, que vacunó a miles de personas. Posteriormente, la vacuna pasó también al interior del virreinato.
Su gestión como gobernante pretendió, desde el principio, ser tan eficaz como lo había sido en Córdoba; fundó el pueblo de San Fernando y canalizó el río de la Plata para dar acceso al delta y al Puerto de las Conchas. También firmó un tratado con varios caciques pehuenches, que le permitió enviar una expedición al sur de la actual provincia de Mendoza, que quizá haya alcanzado el norte de la del Neuquén. Abrió dos nuevos mercados en barrios de la capital y autorizó la inauguración del Teatro Coliseo, también llamado Casa de Comedias, que reemplazó al de la Ranchería, destruido por un incendio doce años antes.

### La invasión inglesa

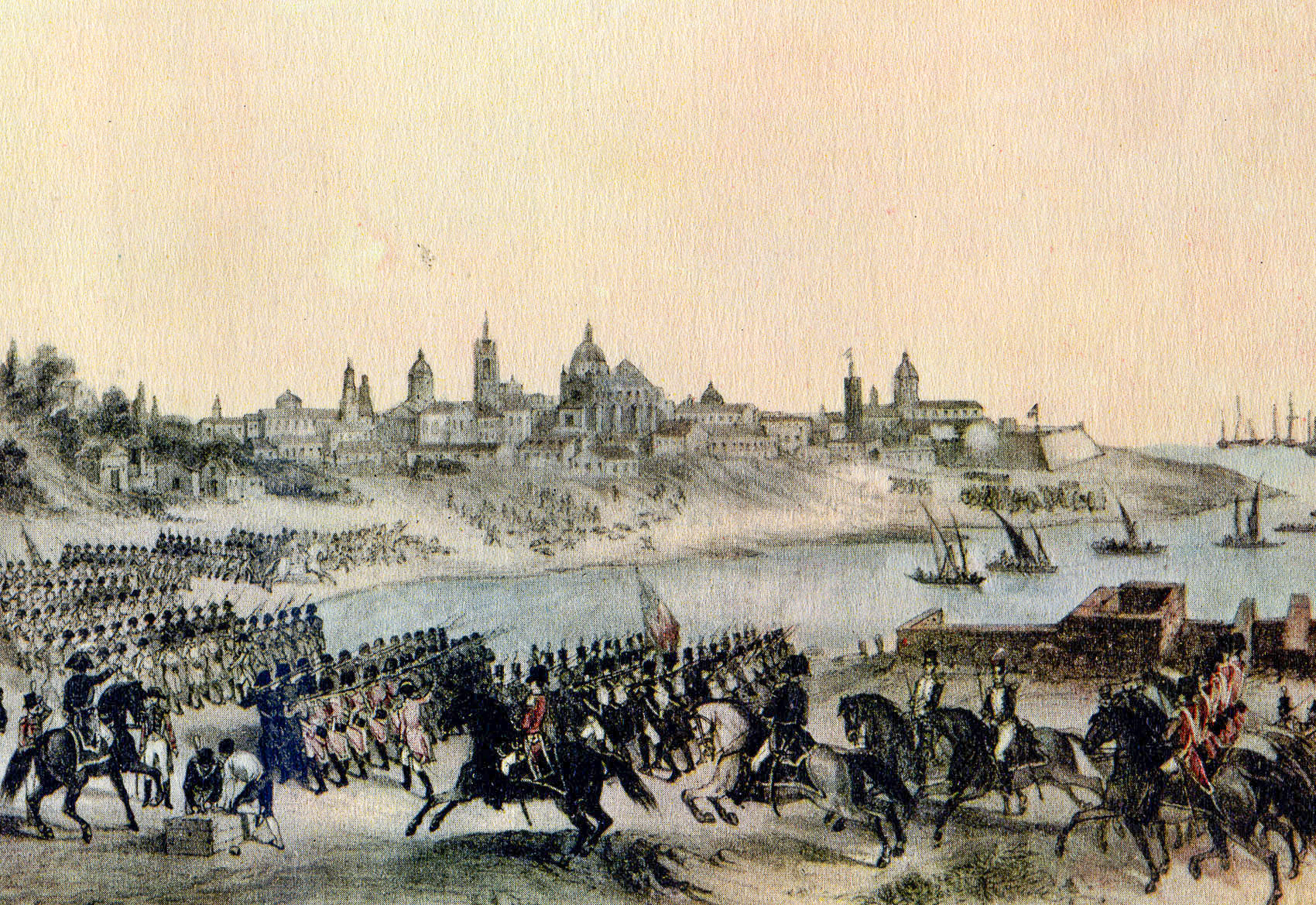
Los ingleses atacan la ciudad de Buenos Aires

El 5 de octubre de 1804, cerca de Cádiz, una escuadra inglesa hundió una fragata y capturó otras tres, que llevaban un gran cargamento de plata desde Montevideo a España. Ese breve combate dio inicio a la guerra entre España y Gran Bretaña.
Una de las principales razones que tenía Gran Bretaña para declarar la guerra a España eran las remesas de dinero que partían desde el Río de la Plata a España, que en gran parte financiaban al Imperio francés. En esas circunstancias, se esperaba un ataque inglés sobre el Río de la Plata en cualquier momento. El virrey pidió auxilios a España, pero se le respondió que no había ninguno, y que armara a la población; a lo que Sobremonte se negó porque pensó que eso debilitaría la sujeción del virreinato al imperio español. Convencido de que atacarían Montevideo, aceleró la terminación de las murallas de la ciudad y trasladó hacia allí la mayoría de las tropas veteranas, mientras trasladaba todo el dinero a Buenos Aires. Lo que ignoraba es que los ingleses se enteraron del traslado de los caudales.
El 25 de junio, tropas inglesas –solamente 1600 hombres– desembarcaron en Quilmes, y desde allí avanzaron hacia Buenos Aires. Sobremonte intentó una defensa con las pocas tropas que le quedaban sobre el Riachuelo, trasladándose hacia el oeste; pero los ingleses superaron con algunas escaramuzas las defensas y tomaron el centro de la ciudad el día 27. El virrey decidió entonces cumplir viejas instrucciones para el caso de que su capital cayera: trasladar todas las tropas disponibles, las armas que pudiera llevar y, especialmente, el dinero hacia el interior. Así fue que se trasladó hasta Córdoba, a la que declaró capital del virreinato, donde reunió un considerable número de tropas, y a continuación partió de regreso rumbo a Buenos Aires. Pero en la capital su conducta fue juzgada una cobardía, y los comerciantes se esmeraron en quedar bien con los invasores al punto que le entregaron los fondos que Sobremonte no había podido llevar más allá de Luján por lo intransitable de los caminos.
Los ingleses anunciaron que habían conquistado el virreinato, pero lo cierto es que no ocupaban más que el centro de la capital. El resto del virreinato no había sufrido ninguna violencia, y seguía sometido a la autoridad del virrey, de los intendentes y los cabildos.
Algunos grupos de milicianos de caballería se organizaron bajo las órdenes de Juan Martín de Pueyrredón, voluntarios de la ciudad se armaron en secreto coordinados por Martín de Álzaga, y el capitán del puerto de Ensenada, el francés Santiago de Liniers, marchó hasta Montevideo, donde se hizo entregar las tropas a su mando por el gobernador Pascual Ruiz Huidobro, con las que regresó a Las Conchas. Allí reunió a los voluntarios y marchó sobre Buenos Aires. El 12 de agosto, las tropas de Liniers y los voluntarios derrotaron a los invasores, que fueron tomados prisioneros y enviados a distintos puntos del interior.

### Un virrey expulsado de su capital
Sobremonte se enteró de la reconquista de Buenos Aires cuando estaba en camino hacia allí; había escrito repetidas veces a Liniers ordenándole que lo esperara para atacar juntos, pero el francés no respondió ninguno de los mensajes. Dos días después de la victoria, se celebró un cabildo abierto en Buenos Aires, donde el virrey fue profusamente criticado, acusado de cobardía e ineptitud, y se decidió delegar el mando político y militar en Liniers. Sobremonte respondió airado que se proponía tomar la totalidad del gobierno, ya que su autoridad emanaba directamente del rey. El cabildo le contestó suplicando que al menos delegara el mando militar en Liniers, para que organizara la defensa de la ciudad ante un previsible nuevo ataque inglés. Sobremonte, instalado ya en San Fernando, viendo la animosidad que había en contra de él, y temiendo que su autoridad fuera cuestionada en la capital, terminó por ceder: delegó el mando militar en Liniers, el mando político en el regente de la Audiencia, solamente mientras estuviese fuera de la capital.
Acto seguido, el virrey pasó a la Banda Oriental y se instaló en Montevideo, llevándose consigo todas las fuerzas veteranas de la capital y las milicias traídas desde el norte. También en Montevideo, Sobremonte fue humillado e insultado. Desde allí trató de hacerse obedecer en las intendencias, pero solo tenía autoridad efectiva en la Banda Oriental del río de la Plata.
Liniers comenzó a formar milicias voluntarias en la ciudad recién reconquistada, agrupando a las fuerzas por arma y por su origen: por ejemplo, la infantería estaba dividida en batallones según la región de España de la que fueran originarios, o divididos los rioplatenses entre Arribeños –los originarios del interior del país– y Patricios –los porteños. Este último cuerpo era el más numeroso, y se formaron tres batallones, que se reunieron en un regimiento. Los cuerpos eran libres de darse su propia organización, elegir sus jefes y dotarse de uniformes y armas. El gobierno debía sufragar sus gastos posteriores y sueldos, y era el responsable de darles instrucción militar. En total, se enrolaron algo más de siete mil hombres.
La esperada segunda invasión comenzó a fines de octubre de 1806: los ingleses bombardearon Montevideo y desembarcaron en Maldonado. Sobremonte envió una fuerza a atacarlos, pero al enterarse de que ya habían desembarcado el doble de soldados que los que había enviado, les ordenó regresar a Montevideo. Esto le valió el repudio de la ciudad, cuyo cabildo le prohibió entrar en la misma y encargó el mando al general Ruiz Huidobro, que contaba con menos de 3000 hombres. Cuando los ingleses desembarcaron alrededor de 8000 hombres junto a Montevideo, Sobremonte intentó dos ataques a las fuerzas que se dirigían sobre la ciudad, fracasando por completo. Y el 3 de febrero de 1807, la ciudad de Montevideo caía en manos inglesas.
Buenos Aires culpó nuevamente de todo a Sobremonte, y el 10 de febrero, una junta de guerra convocada por Liniers con la presencia de la Real Audiencia, el Tribunal de Cuentas, el Consulado, el obispo, los miembros del cabildo, los comandantes de los cuerpos militares y algunos vecinos declaró depuesto al virrey. A continuación se eligió a Liniers como virrey interino. Sobremonte fue arrestado y llevado a Buenos Aires. Era la primera vez en la historia que un representante directo del rey de España de tan alta jerarquía era depuesto por la voluntad de sus súbditos. No obstante, la gravedad de ese acto pasó desapercibida por el momento, especialmente cuando llegó a Buenos Aires una Real Orden firmada en el anterior mes de octubre, que ordenaba entregar el mando al oficial de mayor graduación, que resultó ser el mismo Liniers. Sobremonte permaneció arrestado a la espera de un juicio, pero el mismo Liniers se encargó de que este no se llevara a cabo.

## Liniers

### Segunda invasión inglesa

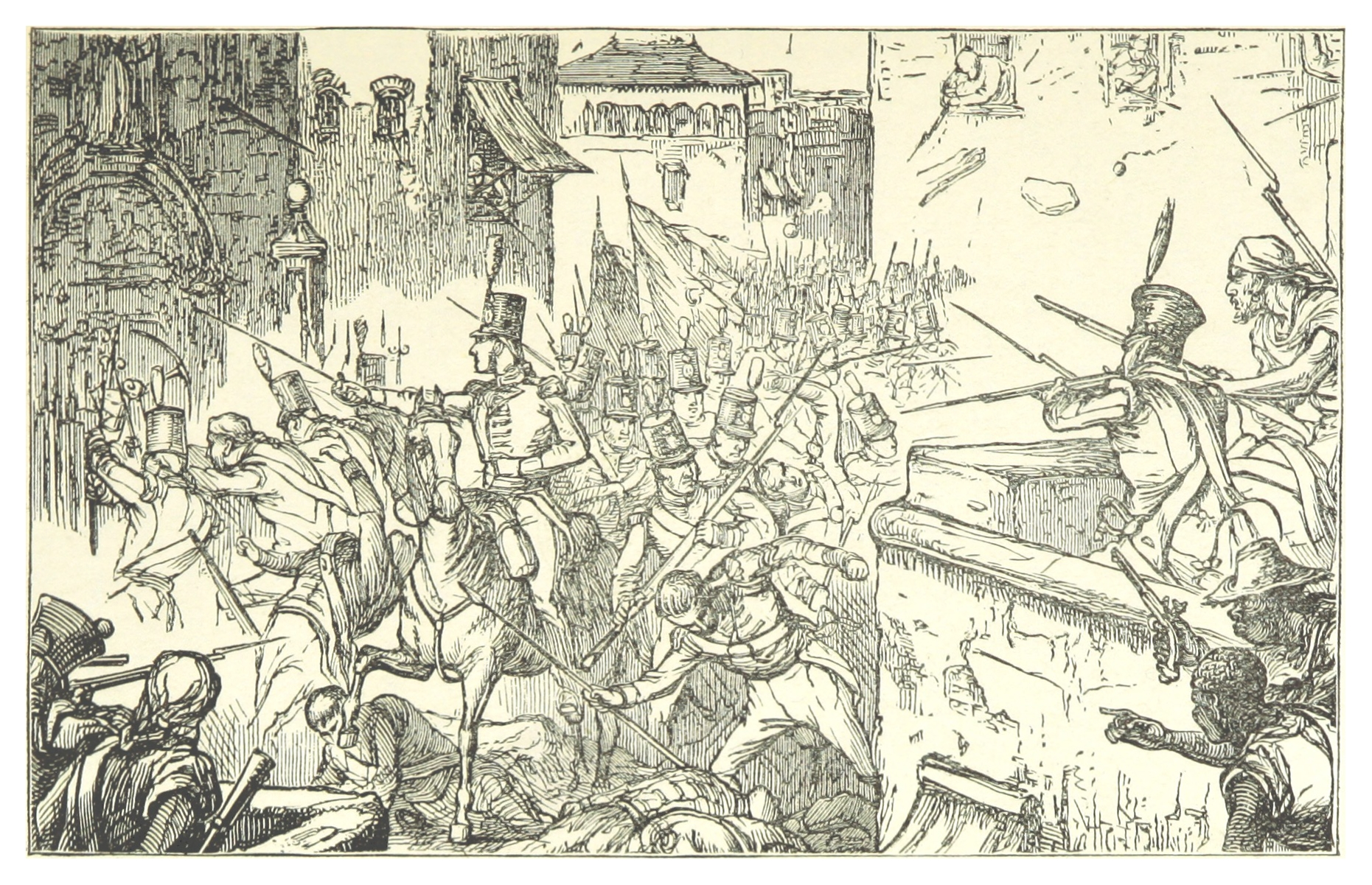
Defensa de Buenos Aires

Mientras tanto, seguían llegando refuerzos ingleses a Buenos Aires, reuniéndose más de 10 000 hombres, y el 28 de junio desembarcaron en Ensenada. Iniciada la marcha sobre la ciudad, atacaron la posición defensiva de las milicias a órdenes de Liniers en los Corrales de Miserere, derrotándolos por completo. Las milicias regresaron desordenadamente a la ciudad, pero el comandante inglés dio a la ciudad tres días para rendirse. El alcalde Martín de Álzaga los aprovechó para organizar barricadas, cantones en las casas y terrazas, y para distribuir las tropas disponibles; cuando el general invasor ordenó marchar sobre la ciudad, el 5 de julio, sus tropas –divididas en una docena de columnas– fueron duramente derrotadas y obligadas a retirarse. Liniers intimó rendición.
Dos días más tarde, el comandante inglés aceptó capitular: podría retirarse con todos los prisioneros, incluso los que habían sido tomados en la primera invasión; a último momento, Álzaga incluyó entre las capitulaciones la entrega de Montevideo en un plazo de dos meses, cosa que también fue aceptada.
España, a través de su virrey y de las fuerzas veteranas, se había mostrado incapaz de defender el virreinato; las milicias de Buenos Aires, el Cabildo y el pueblo en general habían mostrado que podían hacerlo sin ayuda, y hasta se habían tomado la atribución de deponer a un virrey. La estabilidad del sistema colonial en el virreinato había quedado muy debilitada.

### Liniers y los partidos

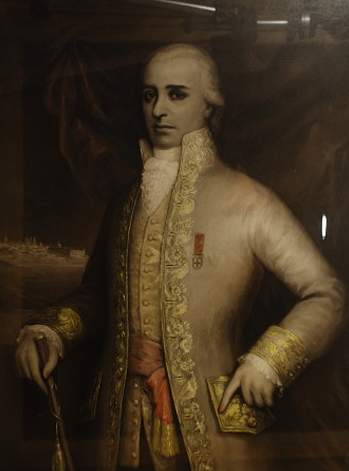
El virrey Liniers

En el mes de octubre, Carlos IV confirmó a Liniers como virrey titular. Su mandato estuvo marcado por sucesivos escándalos e intrigas. Fue acusado de nepotismo, cohecho y peculado, y la población se mostró escandalizada por su romance con otra francesa, casada, apodada La Perichona.
Carlos IV se sometía cada vez más a la voluntad de Napoleón, y permitió que las tropas francesas atravesaran España para invadir Portugal; poco antes de que los invasores tomaran Lisboa, la escuadra inglesa trasladó a la totalidad de la corte hacia Río de Janeiro, en Brasil. En marzo de 1808, cuando entraron más tropas francesas a España, un levantamiento forzó el arresto de Manuel Godoy y la renuncia de Carlos IV, que fue reemplazado por su hijo, que asumió el trono como Fernando VII. Este decidió someterse aún más al emperador francés, y marchó a su encuentro en Bayona (Francia), donde se entrevistó con él y con su padre; ambos fueron forzados a abdicar y enviados a prisión en palacios franceses, y Napoleón nombró rey de España a su hermano José Bonaparte.
Pero tres días antes, el pueblo de Madrid se levantó contra la ocupación francesa, dando inicio a la guerra de independencia española. La cual, con la sola excepción de la batalla de Bailén, fue una sucesión de desastres para los españoles; no obstante, la firmeza de éstos en la defensa y la enorme participación popular forzaron a Napoleón a enviar sucesivos ejércitos sobre España, que tardaron más de un año y medio en conquistarla. Mientras tanto, el gobierno pasó primeramente a varias juntas de gobierno locales; una de ellas, la de Sevilla, se arrogó el título de Junta Suprema de España e Indias. No tenía ningún título para ello, pero sirvió para aglutinar las diversas juntas en una Junta Suprema Central, que se reunió por primera vez en septiembre de 1808.
Diversos enviados fueron llegando al Río de la Plata, con noticias y exigencias muy contrapuestas: en agosto fue el marqués de Sassenay, enviado de Napoleón, a quien Liniers recibió primeramente en presencia de diversas autoridades, rechazando su pretensión de reconocer al rey José; pero esa misma noche volvió a reunirse con él en privado, y se deshizo en alabanzas al Emperador. De todos modos, Liniers ordenó la jura pública de Fernando VII.
Pocos días después se presentó José Manuel de Goyeneche, enviado de la Junta de Sevilla, que fue rechazado por carecer de títulos que lo acreditaran como representante legal, y también por la pretensión de la Junta de Sevilla de asumir una representación que el resto de España no le había otorgado. En septiembre se presentó un representante de la infanta Carlota Joaquina, hermana de Fernando VII y esposa del príncipe regente de Portugal, residente en Río de Janeiro, reclamando su derecho a ser reconocida como reina de las posesiones españolas en América. Las autoridades rechazaron su pretensión. Por su parte, Goyeneche logró marchar al interior del virreinato, donde causó toda clase de desórdenes –especialmente en Chuquisaca– cuando se presentó como defensor de las pretensiones de Carlota Joaquina, antes de llegar hasta el Perú, donde fue nombrado gobernador de Puno.
Si las autoridades rechazaron las pretensiones de la Infanta, un grupo de intelectuales y comerciantes apoyó –en privado– los planes e intrigas de la infanta Carlota; se formó así un partido, llamado el carlotismo, que tendría gran importancia para el partido independentista. Su pretensión era formar en el Río de la Plata una monarquía constitucional. No obstante el apoyo que recibió de Lord Strangford, embajador de Inglaterra en Río de Janeiro y director de la política exterior del regente Juan, este se negó a apoyar los planes de su esposa; especialmente cuando el embajador le dejó en claro que no aceptaría la anexión del virreinato a Portugal. Por otro lado, la Infanta pronto dejó también en claro que pensaba ejercer como una reina absolutista; a comienzos de 1810, el carlotismo había derivado en un grupo de conspiradores sin un objetivo claro.
Otro partido que se formó en ese momento fue el grupo juntista, que aspiraba a gobernar en el Río de la Plata a través de juntas de gobierno «como en España». Inicialmente, sus principales miembros eran españoles con cargos en los cabildos de Buenos Aires –donde de se agrupaban los grandes comerciantes bajo la dirección del alcalde Álzaga– y de Montevideo.
Quienes debían sostener a Liniers en la capital –la Audiencia, el Consulado, el Cabildo– estaban descontentos con él, y sus fuerzas veteranas eran ya ínfimas. De modo que el virrey decidió apoyarse en quienes lo podían sostener: las milicias. Aumentó sus sueldos, mejoró las condiciones en los cuarteles y llenó de honores a los jefes y oficiales. La Real Hacienda se resintió de estos gestos, pero a Liniers no le quedaban opciones. Los militares, y sus aliados en el pequeño comercio y en la Iglesia, formaron un tercer partido; no tenían objetivos políticos, pero tenían la fuerza, la capacidad de usarla, y el apoyo de las clases medias y bajas.

### El juntismo en Montevideo y Buenos Aires

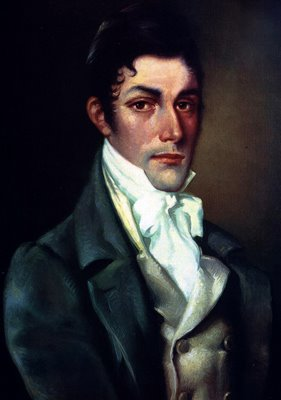
Martín de Álzaga

En Montevideo, ciudad que estaba cada vez más enfrentada con Buenos Aires por causa de las invasiones inglesas</ref> y por causas comerciales, las conspiraciones en que se había visto envuelto Liniers causaban manifestaciones cada vez más virulentas contra el virrey, y en septiembre el gobernador Francisco Javier de Elío pedía directamente la deposición de este. Liniers respondió destituyendo a Elío, que a su vez se apoyó en los comerciantes y miembros del cabildo local para formar una Junta de Gobierno, que asumió el mando el 20 de septiembre en toda la Banda Oriental, desconociendo por completo al virrey.
El juntismo había hecho escuela también en Buenos Aires, y su líder era el alcalde Martín de Álzaga. En el mes de octubre, este trató de convencer a la Audiencia de unirse para derrocar a Liniers, pero los miembros de la misma se negaron. El 30 de diciembre hizo un segundo intento, tratando de forzar a Liniers a comportarse despóticamente, pero el virrey evitó el conflicto.
Al día siguiente, 1 de enero, los miembros del cabildo debían elegir a sus sucesores, que debían asumir ese mismo día; tras la elección de los mismos, Álzaga hizo elegir también una Junta de gobierno, formada por españoles y presidida por él mismo, con dos criollos, Mariano Moreno y el síndico Julián de Leyva, como secretarios. Mientras las tropas de milicias de origen español y un grupo de manifestantes ocupaban la Plaza de la Victoria, el cabildo en pleno junto al obispo Benito Lué se dirigieron a la Fortaleza, donde exigieron la renuncia de Liniers. Este, aunque convencido de que ya nadie lo apoyaba, se rehusó a entregar el poder a la Junta, y en cambio propuso para el cargo al militar de más rango del virreinato –en este caso, el general Ruiz Huidobro– tal como dictaban las normas, a lo que Álzaga accedió, por considerarlo más manejable que Liniers. Al ver que se iniciaba la redacción del acta de la renuncia de Liniers, gran parte de las tropas y los manifestantes se retiraron a sus casas.
Pero repentinamente hizo su entrada el coronel Cornelio Saavedra, comandante del Regimiento de Patricios, que interrumpió la ceremonia, y mostró a Liniers la plaza llena de sus partidarios, y ocupada por los Patricios y otras milicias locales; tras un breve intercambio de tiros, que causaron unos pocos heridos, los Patricios desplazaron a las milicias españolas de la Plaza. Liniers regresó al interior del Fuerte y anunció que no renunciaría; e inmediatamente ordenó la prisión de Álzaga y el resto de los cabildantes que le habían exigido la renuncia.
Al día siguiente, la Audiencia inició un juicio por "independencia" (sic) contra Álzaga y los demás líderes del movimiento, –aunque los dos secretarios nunca fueron molestados– y Liniers los envió al destierro en Carmen de Patagones. Un buque enviado por Elío desde Montevideo los rescató y los llevó hasta aquella ciudad.
Los batallones de milicias urbanas sublevados –el Tercio de Miñones de Cataluña, el de Gallegos y el de Vizcaínos– fueron disueltos. El nuevo cabildo fue formado por partidarios de Saavedra, que controló también la oficialidad de casi todos los demás cuerpos milicianos; desde entonces, Liniers tuvo perfectamente en claro que el mando que detentaba ya no dependía de las autoridades peninsulares –la Junta Suprema Central– sino de las milicias urbanas de Buenos Aires, cuyo jefe era Saavedra.

## Cisneros

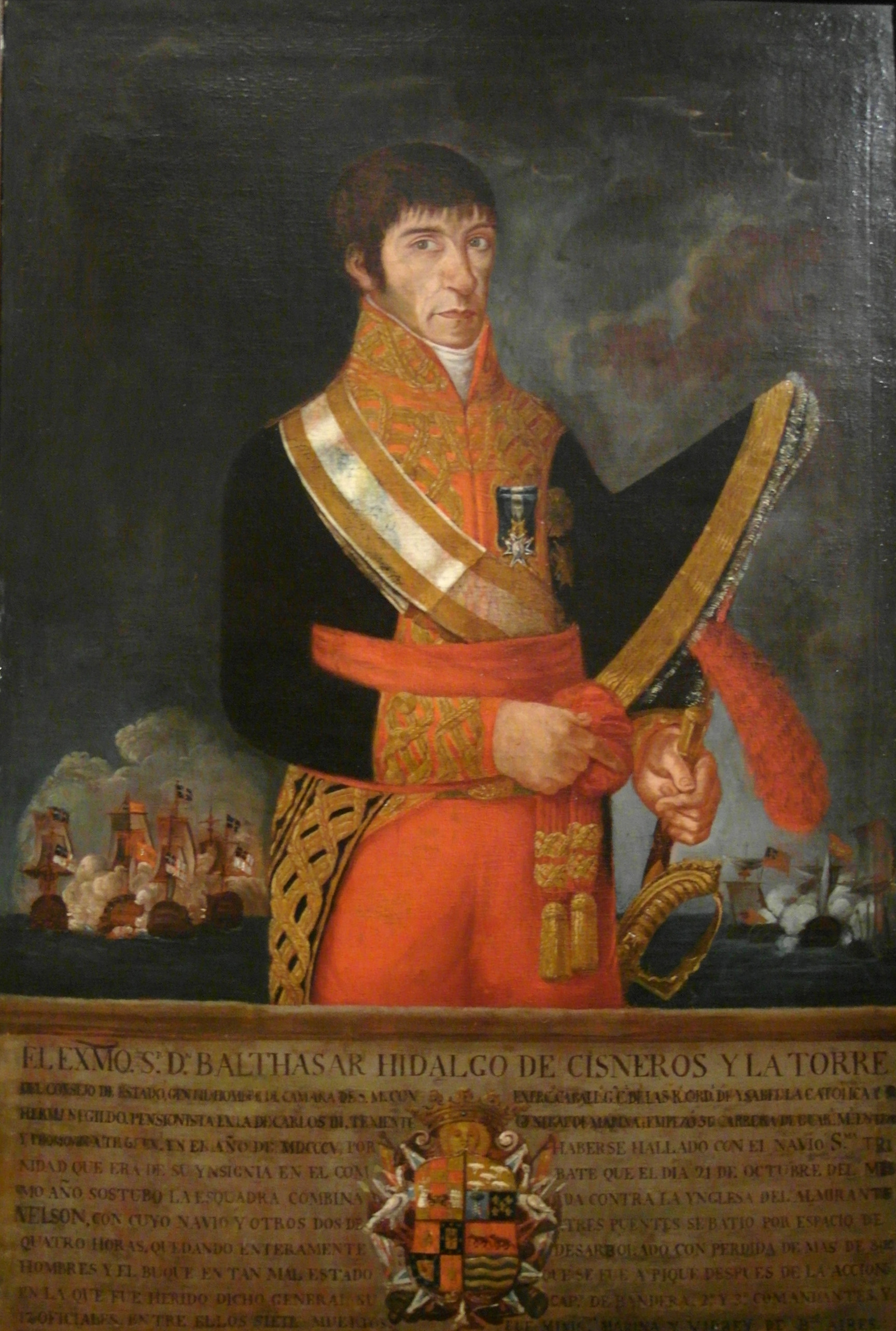
El virrey Cisneros.

La conducta claramente sinuosa de Liniers y el hecho de que había nacido en Francia, un país con el que España estaba en guerra, eran causas suficientes para su reemplazo como virrey. Pero el rey estaba prisionero, de modo que su deposición debió esperar hasta después de la creación de la Junta Suprema Central a fines de septiembre de 1808. El 8 de febrero de 1809, ésta nombró virrey del Río de la Plata a Baltasar Hidalgo de Cisneros, un marino que se había destacado en la batalla de Trafalgar y era en ese momento Capitán General de Cartagena.
Cisneros llegó a Colonia el 30 de junio, y allí consiguió la sumisión de la Junta de Montevideo, que fue oficialmente disuelta. Dos semanas más tarde se trasladó a Colonia, donde asumió formalmente el gobierno, y desde donde debió lidiar con los intentos de los carlotistas de convencer a Liniers de no entregar el mando. Pero Liniers se sometió a su sucesor, y le entregó todos los atributos del poder a su enviado, el mariscal Vicente Nieto, gobernador de Montevideo. El 29 de julio, Cisneros hizo su entrada en la capital, entre grandes muestras de adhesión de la población, las corporaciones y las milicias.

### El gobierno y el libre comercio
El 18 de septiembre, Cisneros promulgó un Auto General de Buen Gobierno, con medidas de policía urbana de todo tipo: desde la prohibición de fijar pasquines y la obligatoriedad de los hombres de la clase trabajadora de portar una papeleta de conchabo que atestiguara que era empleado y no un vago, hasta la prohibición del uso de armas blancas y de circular por las calles pasada la medianoche. También se dictaba el procedimiento a seguir en caso de incendios, se separaba a hombres y mujeres cuando se bañaran en el río, y se ordenaba reemplazar los cercos de tunas por tapia en el centro de la ciudad.
El 22 de septiembre, por medio de una proclama, y después de haber felicitado a los militares que habían impedido la revolución del 1 de enero, el virrey dispuso una amnistía completa para sus autores, la mayoría de los cuales se apresuró a regresar a Buenos Aires. Un mes más tarde anunció la creación de un Juzgado de Vigilancia, dirigido por el fiscal del crimen de la Audiencia, Antonio Caspe y Rodríguez, destinado a perseguir

...no sólo a quienes promuevan o sostengan las detestables máximas del partido francés, y cualquiera otro sistema contrario a la conservación de estos Dominios en unión y dependencia de nuestra Metrópoli bajo la amable dominación de nuestro Augusto Soberano, sino también a los que para llegar a tan perversos fines esparcen falsas y funestas noticias sobre el estado de la nación, inspiran desconfianza del gobierno y autoridades constituidas, intenten alterar sus formas establecidas por las Leyes, y en fin a todos los que directa o indirectamente atacan la seguridad del Estado y del orden público.

Al llegar a Buenos Aires, Cisneros había podido comprobar que los fondos con que contaría eran tremendamente limitados, en parte por el casi nulo comercio, mientras que los precios de los productos importados ingresados de contrabando subían rápidamente, arrastrando tras de sí a los productos locales. Legalmente seguía rigiendo el auto de libre internación y la libertad de comercio de la época de Cevallos. En la práctica, España estaba en gran parte ocupada por los franceses, y se necesitaba con apremiante urgencia una alianza con Inglaterra, de modo que el nuevo virrey viajó a Buenos Aires con instrucciones de abrir los puertos a las naciones aliadas.
Lo primero que hizo Cisneros fue disminuir los gastos al mínimo: los gastos administrativos, por supuesto, pero también los gastos militares. Con acuerdo de todos los jefes militares, los batallones de milicias fueron reducidos a únicamente cinco, dando de baja a los soldados y oficiales militarmente inútiles por edad, por achaques, o porque preferían atender sus negocios particulares.
Solo después, Cisneros comenzó a considerar la apertura comercial. Dos comerciantes británicos afincados en Buenos Aires solicitaron entonces introducir libremente sus mercancías, previo pago de los impuestos correspondientes. Cisneros consultó al Consulado de Comercio y al Cabildo de la capital; éstos se enzarzaron en discusiones internas, que no llevaron a ningún dictamen, pero en cambio el virrey recibió dos dictámenes: por un lado, uno de Miguel Fernández de Agüero, representante del Consulado de Comercio de Cádiz, en oposición a cualquier apertura comercial; por otro lado, una "representación" firmada por Mariano Moreno en nombre de los hacendados de Buenos Aires, que causó un gran efecto en la opinión pública de la ciudad. El 6 de noviembre, tras consultar a la Real Audiencia, del Cabildo, al Consulado, a la Real Hacienda, al jefe del regimiento de Patricios y a representantes del comercio y de los hacendados, Cisneros autorizó el comercio con todas las naciones con quienes no se estuviera en guerra: Inglaterra, por supuesto, pero también a Estados Unidos y a Portugal, o más exactamente, al Reino del Brasil. Sin embargo, impuso impuestos algo más altos a los extranjeros, restricciones a la exportación de metales y un plazo muy breve entre su llegada a puerto y su partida.
Si bien el libre comercio tuvo una breve vigencia bajo el gobierno virreinal, parece haber dado resultado en cuanto al aumento de los ingresos de la Real Hacienda. Sin embargo, la insistencia de Cisneros en hacer cumplir a todo trance las limitaciones que había impuesto le ganó la enemistad de los comerciantes ingleses, que trataron de evadirlas por todos los medios; Cisneros respondió dándoles ocho días para marcharse, pero la presión británica lo obligó a prorrogar el plazo a cuatro meses. Ese plazo se cumpliría el 19 de mayo, dos días después que se recibieran en Buenos Aires las noticias de España que dieron inicio a la Semana de Mayo.

### Revolución en el Alto Perú

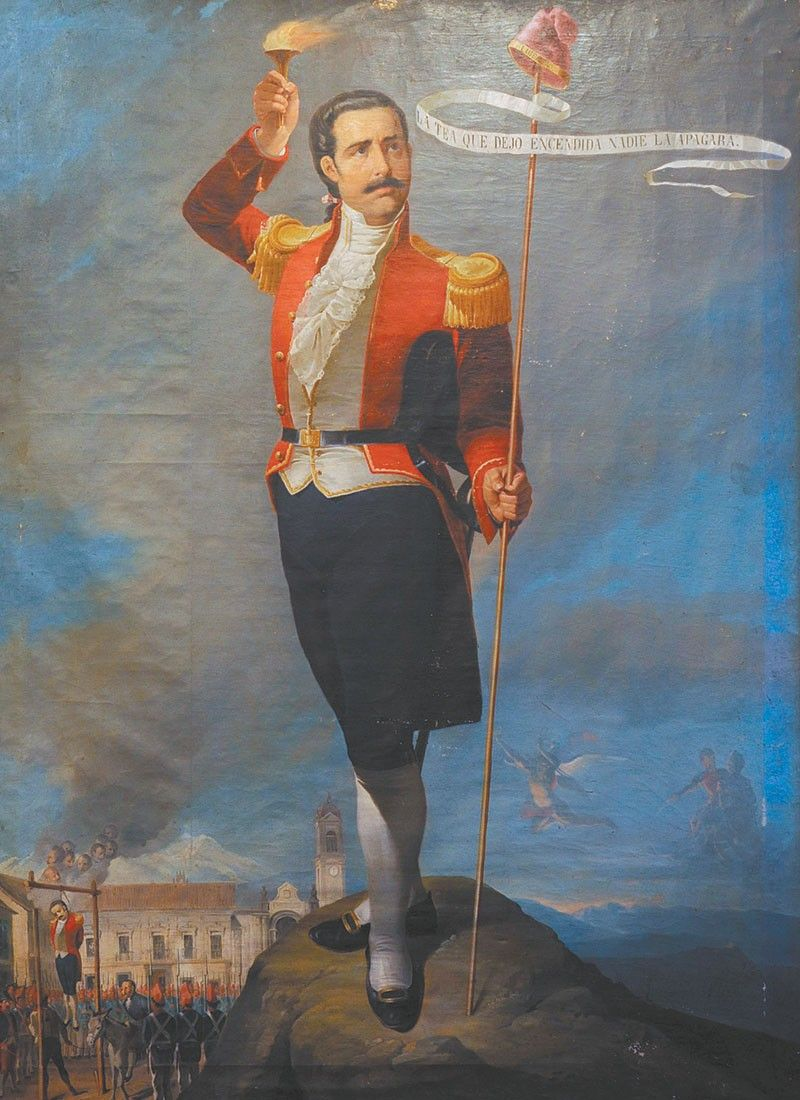
Alegoría de la ejecución de Pedro Murillo

Si bien no ocurrieron en el territorio de la actual Argentina, tuvieron enorme importancia dos revoluciones que estallaron en el Alto Perú: la Revolución de Chuquisaca y la de La Paz. En Chuquisaca habían tenido lugar desde el año 1806 serios enfrentamientos entre el gobernador Ramón García de León y Pizarro, que era también presidente de la Audiencia, y los oidores de la misma. La Universidad ya era un fermento de opiniones políticas contrarias al absolutismo desde hacía mucho tiempo, y la noticia del reemplazo de un rey por un Consejo de Regencia exacerbó todos los ánimos. El 25 de mayo de 1809, García Pizarro ordenó el arresto de los miembros de la Audiencia, operación que marcó el inicio de una revolución: la ciudad fue ocupada por milicias y el presidente de la Audiencia fue obligado a renunciar al día siguiente.
La Audiencia asumió el gobierno de la intendencia y el coronel Arenales organizó la defensa de la ciudad. La Audiencia buscó el apoyo del recién llegado virrey Cisneros, que en un principio apoyó sus acciones: sobre la base de lo que le informaron los enviados, entendió que el movimiento de Chuquisaca no tenía por objeto la independencia sino que era inspirado por el rechazo a Portugal y las intrigas carlotistas.
También fueron enviados representantes del grupo revolucionario a las otras tres capitales de intendencia del Alto Perú: Potosí, Cochabamba y La Paz; solamente en esta última tuvieron éxito. Más del esperado, de hecho, ya que el 16 de julio estalló en esa ciudad una revolución mucho más radical que la de Chuquisaca: tanto el gobernador como el obispo fueron depuestos y arrestados, junto con los alcaldes, los subdelegados y todos los empleados públicos. La gobernación fue asumida por una Junta Tuitiva presidida por Pedro Murillo, que suprimió la alcabala y declaró medidas en favor de la igualdad entre indígenas y españoles.
El gobernador de Potosí, Francisco de Paula Sanz, pidió auxilio al virrey Cisneros y también al virrey del Perú, José Fernando de Abascal y Sousa, quien reunió 5000 hombres bajo el mando del general Goyeneche. Mientras las tropas de este marchaban hacia las provincias del norte del virreinato del Río de la Plata, Abascal ordenó a sus oficiales ponerse a órdenes del virrey Cisneros; por lo tanto, nominalmente, las tropas de Goyeneche estaban a órdenes del virrey del Río de la Plata. que había decidido aplastar una revolución que se le aparecía como muy distinta de la de Chuquisaca.
Un enviado del gobernador de Potosí convenció a Cisneros de enviar una expedición también contra Chuquisaca, la cual partió de Buenos Aires el 4 de octubre, al mando del mariscal Vicente Nieto, que además llevaba consigo su nombramiento como intendente de Charcas y presidente de su Real Audiencia. Mientras tanto, las fuerzas de La Paz quedaron divididas por la traición de uno de sus jefes, y el 26 de octubre Goyeneche atacó la ciudad, causando una completa matanza entre los defensores y también entre muchos indígenas inocentes. Algunas partidas huyeron hacia las yungas, pero para mediados de noviembre toda la resistencia había terminado. Murillo y muchos de sus compañeros fueron sentenciados a muerte y ejecutados.
La noticia de la masacre desanimó a los chuquisaqueños, que se sometieron voluntariamente al nuevo gobernador Nieto. Este entró en la ciudad el 21 de diciembre., arrestó a los jefes revolucionarios que encontró y –diferenciándose de la conducta de Goyeneche– los envió prisioneros a Lima y Buenos Aires; ninguno de ellos fue ejecutado.
Teniendo en cuenta la amnistía dictada por Cisneros para Álzaga y sus compañeros, la opinión pública esperaba que tomaría disposiciones similares en el Alto Perú, por lo que la noticia de la sangrienta represión en La Paz y de las prisiones en Chuquisaca terminaron afectando muy negativamente la imagen de Cisneros. A partir de ese momento, las simpatías que había despertado el Virrey se evaporaron y solo contó con el apoyo parcial de los funcionarios de origen español.

### Las intendencias en vísperas de la Revolución
Mientras algunas de las intendencias del norte, como el Paraguay, Cochabamba y Charcas, permanecieron muy estables a fines de la primera década del siglo XIX, las de Salta y Córdoba pasaron por un período de gran inestabilidad política. No tan evidentemente en Córdoba, donde Victorino Rodríguez fue sucedido pacíficamente por Juan Gutiérrez de la Concha –que había sido nombrado en 1805 pero había pospuesto su asunción para luchar contra las invasiones inglesas– a fines de diciembre de 1807. La capital de su intendencia se encontraba alterada en forma permanente por sucesivos enfrentamientos, en los que el Deán Gregorio Funes se erigió, como lo venía haciendo desde hacía al menos dos décadas, en el líder de la oposición; el hermano del Deán, Ambrosio Funes, se trasladó a Buenos Aires, donde se dedicó a desprestigiar tanto al gobernador como al obispo Rodrigo de Orellana, cuya principal característica era su completa ignorancia de la idiosincrasia de los cordobeses y de las características propias de la Iglesia española en las Indias. Gutiérrez de la Concha tuvo, de todos modos, la iniciativa suficiente como para reforzar la frontera sur de su intendencia, intentar una explotación de plata en el cerro Famatina, y organizar un batallón de milicias urbanas –similar a las existentes en Buenos Aires– que puso al mando de José Javier Díaz.
La llegada del nuevo virrey Cisneros en reemplazo de su amigo Liniers dejó a Gutiérrez de la Concha sin su principal apoyo político; cuando Cisneros ordenó a Liniers mudarse a Mendoza, el gobernador lo ayudó a instalarse en Córdoba. Los enfrentamientos de este con el cabildo cordobés fueron en aumento, y creyó verse rodeado de conspiradores. Las demás ciudades de la intendencia, en cambio, permanecían en calma.
Mucho más inestable era la situación en Salta: tras el fallecimiento de Rafael de la Luz en 1807, asumió la gobernación Tomás de Arrigunaga, un militar español que residía en Salta desde hacía décadas, que fue rápidamente reemplazado por José de Medeiros, hasta entonces oidor de la Audiencia de Buenos Aires. Medeiros presenció las intrigas de Goyeneche, a quien ayudó a abandonar rápidamente su intendencia hacia el Alto Perú por miedo a las intrigas que despertaría. Había tenido malas relaciones con Liniers, a quien había investigado por sus excesos, de modo que tras la asonada de Álzaga, este aprovechó para sacárselo de encima: lo acusó de complicidad con los juntistas y lo suspendió en el cargo, ordenándole marchar hacia Buenos Aires, y mandándolo arrestar en el camino. En su reemplazo nombró a Nicolás Severo de Isasmendi, un acaudalado hacendado de los Valles Calchaquíes, que al hacerse cargo del gobierno pudo constatar que estaba rodeado de conspiradores: el grupo más activo estaba dirigido por José Moldes y Francisco de Gurruchaga, y aspiraba a introducir profundos cambios en el sistema colonial español. Por su parte, los cabildos de San Salvador de Jujuy y San Miguel de Tucumán pretendían aflojar su dependencia de la ciudad de Salta, e incluso obtener un gobierno propio.
A principios de 1810, Cisneros consideró que Isasmendi no hacía todo lo necesario para impedir el avance del partido revolucionario en su intendencia, por lo que reemplazó a Isasmendi por Joaquín Mestre, como gobernador intendente interino. Para cuando este asumió el gobierno, a principios de mayo, Cisneros había vuelto a cambiar de idea dos veces: la primera vez, para nombrar gobernador titular a Isasmendi, y la segunda para reponer en el mismo cargo a Medeiros. Isasmendi asumió el cargo, mientras que Medeiros pasó de largo por la intendencia en camino al Alto Perú, donde vivió el resto de su vida.
En 1807 el partido de Tarija pasó a depender de la intendencia de Salta del Tucumán y el 2 de marzo de 1811 el rey le anexó el partido de Chichas: "(...) entendiéndose que debe considerarse incluso en el territorio de este último, el Partido de Tarija con Chichas". El pase jurisdiccional no pudo efectuarse completamente debido a las revoluciones de 1809 y 1810, generando posteriormente una disputa entre la Argentina y Bolivia.
En la intendencia de Buenos Aires había otras dos ciudades: Santa Fe y Corrientes. En la primera gobernaba desde 1793 Prudencio de Gastañaduy, que concentraba en sí mismo todo el poder debido al desprestigio en que había caído el cabildo local. En 1809, Liniers creyó que en esa ciudad existía un partido revolucionario, por lo que envió tropas por el río Paraná, para ocupar la ciudad. Aunque el gobernador logró convencer al jefe de la escuadrilla de que no existía razón para las sospechas de Liniers, hechos posteriores parecen confirmar que sí existían algunos personajes identificados con los partidos revolucionario existentes en Buenos Aires. Corrientes, en cambio, estaba en completa calma, tras los confusos sucesos del año 1807, en que la población había rechazado al teniente de gobernador Pedro Fondevila. El apoyo de Liniers, sin embargo, convenció al cabildo de aceptar su autoridad, y Fondevila logró sostenerse en el mando hasta la llegada de la noticia de la Revolución.

## El final del Virreinato

### Revolución de Mayo

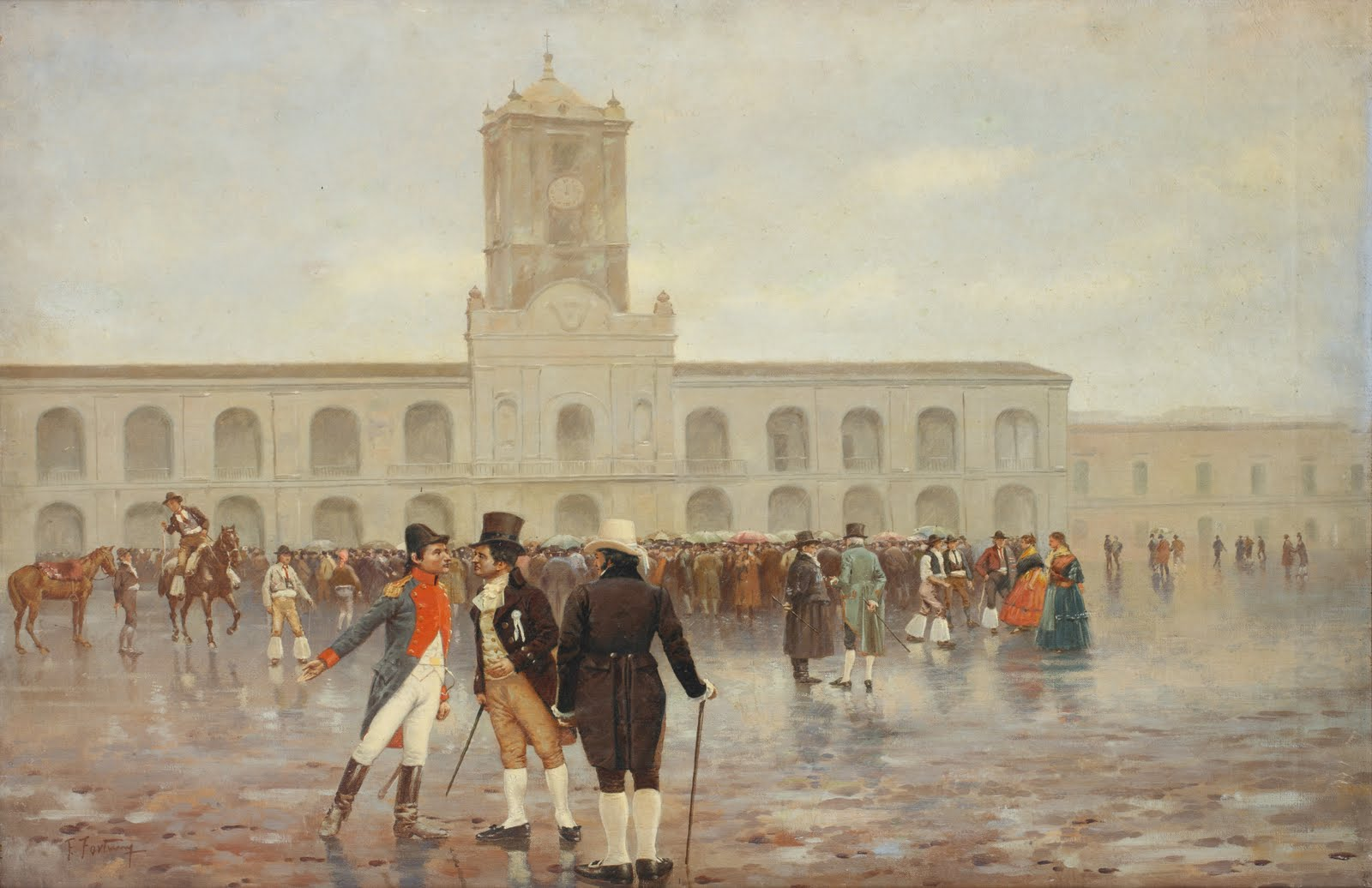
La Revolución de Mayo: manifestación frente al Cabildo de Buenos Aires

Entre fines de 1809 y enero de 1810, la resistencia española frente a Napoleón se derrumbó: mientras las ciudades caían una tras otra en manos de los imperiales, la Junta Suprema se instaló en la isla de León, es decir una parte de la ciudad de Cádiz; bajo la protección de la escuadra inglesa, esa pequeña ciudad resistió todos los intentos de ocupación francesa. Y allí la Junta declaró su propia disolución, reemplazada por un Consejo de Regencia de España e Indias nombrada por ella misma, bajo presión inglesa.
Las noticias llegaron a Buenos Aires el 17 de mayo; Cisneros respondió primero tratando de impedir que la población se enterase, y después proclamándolas junto con un llamado a la calma y la subordinación. Todos los partidos se pusieron en frenética actividad, se reunieron planteándose las alternativas, y todos ellos trataron de poner de su parte a las fuerzas militares, sobre todo al líder del partido militar, Saavedra. Y pronto exigieron al cabildo porteño que asumiera el mando; los alcaldes se dirigieron al Fuerte, donde informaron del reclamo al virrey, y sugirieron la convocatoria a un cabildo abierto, y quizá la formación de una Junta de Gobierno. Cisneros consultó a los militares si estarían dispuestos a respaldarlo ante estos reclamos, recibiendo una contundente respuesta de Saavedra:

El que dio a Vuestra Excelencia la autoridad para mandarnos ya no existe; de consiguiente, Vuestra Excelencia tampoco la tiene, así que no cuente con las fuerzas de mi mando para sostenerse en ella.

Cisneros se vio obligado a convocar a un cabildo abierto, en el que diversas maniobras dieron amplia mayoría a los partidarios de la deposición del virrey. El obispo Lué inició la votación –que en muchos casos era argumentada– con una enérgica defensa del absolutismo, que fue respondida por Castelli con la enunciación del principio de retroversión de la soberanía de los pueblos; el fiscal Villota observó que Buenos Aires no tenía derecho a establecer por sí misma un gobierno para todo el virreinato, lo cual fue respondido por Juan José Paso con el argumento de que la situación internacional demandaba soluciones urgentes, y que siempre habría tiempo para consultar al resto de los pueblos. Contados los votos, resultó ampliamente triunfante la opinión de que el virrey debía cesar en el mando, reemplazado por una junta de gobierno.
El cabildo decidió entonces nombrar una junta, la cual –siguiendo un modelo que había predominado en las juntas peninsulares– estaba formada por cinco miembros, entre ellas el propio Cisneros como presidente. Esa junta alcanzó a prestar juramento el 24 de mayo, pero las protestas de los grupos juntistas y antiguos carlotistas forzaron a los dos miembros criollos de la misma, Saavedra y Castelli, a renunciar ese mismo día.
Al día siguiente, en medio de movilizaciones populares y presiones de todo tipo, el cabildo finalmente aceptó nombrar una junta que se le había propuesto, presidida por Saavedra y formada por un equilibrado reparto entre juntistas, antiguos carlotistas y figuras del partido militar. El mismo 25 de mayo, por la tarde, prestaba juramento y comenzaba a gobernar la Primera Junta. Nominalmente, gobernaba en nombre de Fernando VII, pero en la práctica actuó de facto como un gobierno independiente e inició el camino para la declaración formal de la independencia del estado que pronto pasó a llamarse Provincias Unidas del Río de la Plata.

### La Revolución en el interior
La Revolución había tenido éxito en la capital, pero no era seguro que lo tuviera en el resto del virreinato; la Junta envió una circular para invitar a los cabildos de todas las ciudades y villas a elegir diputados que se incorporarían a ella por medio de cabildos abiertos. En las intendencias de Buenos Aires, Córdoba y Salta, la respuesta fue casi unánimemente favorable. Solo Córdoba, donde el gobernador Gutiérrez de la Fuente presionó por el rechazo de la invitación, fue negativa. Y en Salta, el cabildo respondió favorablemente, pero el gobernador Isasmendi arrestó a sus miembros en el propio edificio del cabildo.
La situación fue distinta en las demás intendencias: en Montevideo fue rechazada, dando por ciertas las noticias de algunas victorias españolas frente al ejército napoleónico, y su conducta fue imitada en el Paraguay, donde además el emisario enviado desde Buenos Aires era particularmente odiado. En el Alto Perú, los gobernadores impidieron las reuniones de los cabildos. De modo que la Junta envió dos expediciones militares: una para sofocar la Contrarrevolución de Córdoba, que terminó con el fusilamiento del gobernador Gutiérrez de la Concha y el exvirrey Liniers, y otra a la provincia del Paraguay, la cual fue militarmente derrotada. La expedición al Paraguay apoyó una revuelta de los paisanos de la Banda Oriental, iniciando allí una guerra intermitente que desembocaría con la completa incorporación de la misma a mediados de 1814. Por su parte, la expedición a Córdoba derivó en la formación del Ejército del Norte, que logró dominar el Alto Perú con muy poca resistencia –y que ejecutó a los gobernadores Nieto y Sanz– antes de ser a su vez derrotada a mediados de 1811. Durante cinco años más se combatiría por el Alto Perú y por la intendencia de Salta, fijándose desde 1822 el límite norte de las Provincias Unidas cerca del actual límite entre la Argentina y Bolivia.
De todos modos, el Alto Perú había sido incorporado ya en 1810 al virreinato del Perú por bando del virrey Abascal. Por su parte, el Paraguay se mantuvo apartado de todo intento de reconstruir el virreinato, y desde mayo de 1811 inició el camino hacia su independencia.

### Elío y la supresión del virreinato

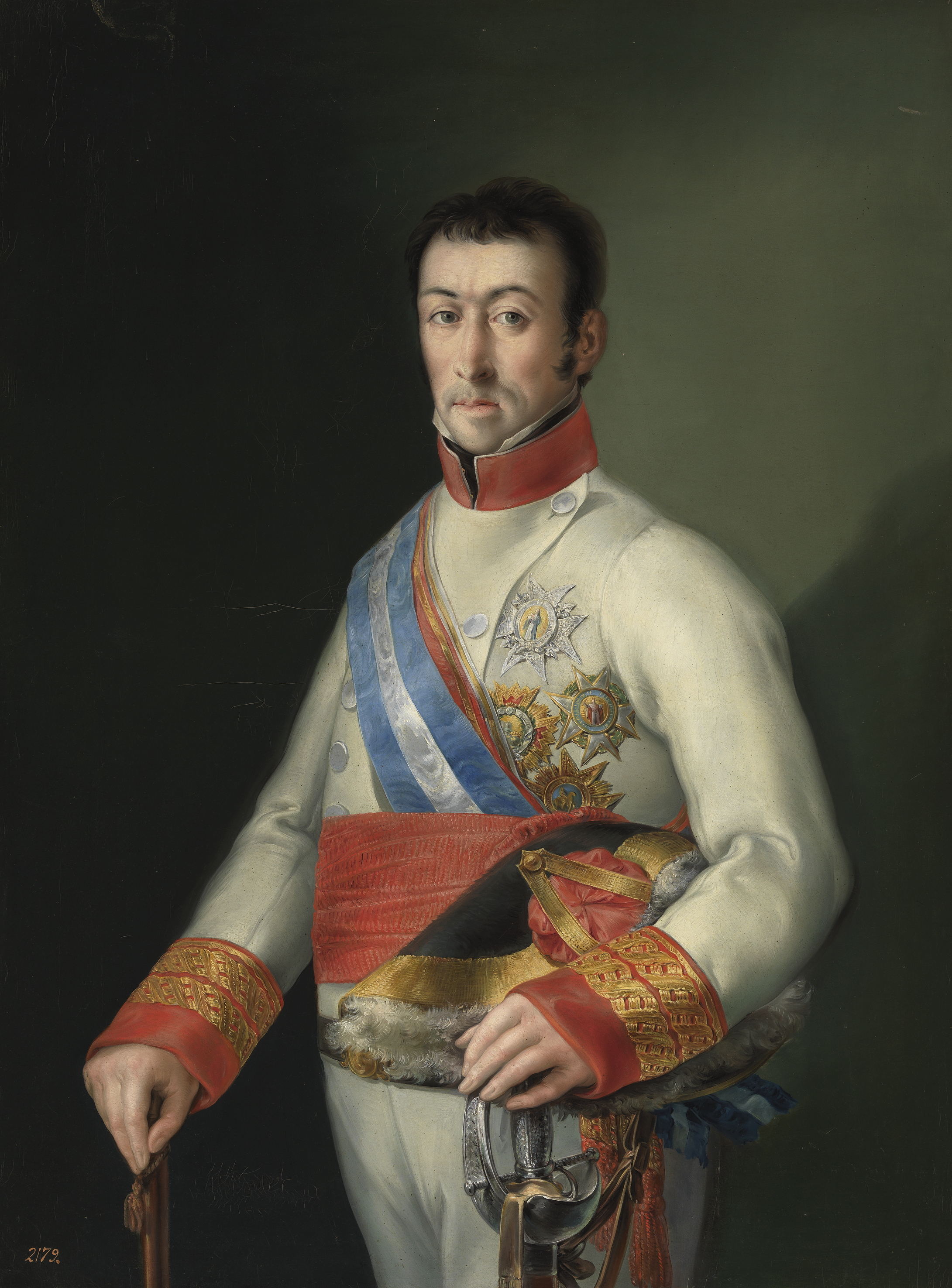
El último virrey: Francisco Javier de Elío

El Consejo de Regencia se negó a aceptar la nueva situación, y el 31 de agosto de 1810 nombró virrey del Río de la Plata al exgobernador y presidente de la Junta de Montevideo, Francisco Javier de Elío. En viaje hacia Buenos Aires, este escribió al cabildo porteño exigiendo ser reconocido en ese cargo, pero el cabildo pasó el problema a la Junta. En enero, sin haber recibido aún respuesta, desembarcó en Montevideo. El 19 de enero de 1811 proclamó a Montevideo capital del virreinato –con lo que se aseguró el apoyo de la ciudad y sus alrededores y la oposición del resto del país– y asumió formalmente el gobierno. Tres días más tarde, la Junta Grande rehusó reconocerlo como virrey.
Su autoridad sobre territorios de la actual Argentina, sin embargo, fue muy marginal: al asumir el cargo, las fuerzas dependientes de la escuadra estacionada en Montevideo dominaban solamente la Banda Oriental y las villas de Gualeguay, Gualeguaychú y Concepción del Uruguay, pero perdió todo ese territorio en los meses siguientes debido al estallido de la Revolución en la Banda Oriental y el sitio de Montevideo. Gracias a su dominio naval, a la ayuda de fuerzas portuguesas, y favorecido por la necesidad del gobierno revolucionario de concentrarse en el frente del Alto Perú tras la derrota de Huaqui, recuperó esos territorios –en la actual Argentina, nuevamente solo Gualeguay, Gualeguaychú y Concepción del Uruguay– gracias a un armisticio firmado en octubre.
Elío no llegó a organizar ninguna de las instituciones del virreinato en Montevideo: ni la Audiencia, ni una organización militar eficaz, ni un obispado, ni ninguna de las instituciones que habían sido fundadas en Buenos Aires desde 1777. Apenas continuó funcionando la Aduana, y las fuerzas navales se mantuvieron, poniéndose además al frente de las operaciones ofensivas y defensivas en el territorio ganado por el armisticio de octubre. El 18 de noviembre, por orden del gobierno de España, Elío se embarcó hacia España, desde donde presentó su renuncia al cargo en enero de 1812.
Desde entonces no hubo más virreyes: había dejado de existir el Virreinato del Río de la Plata.